# Serbiska republiken
Serbiska republiken, eller Republika Srpska (serbisk kyrilliska: Република Српска), är den ena av Bosnien och Hercegovinas två entiteter. Den andra är Federationen Bosnien och Hercegovina. Den största staden, som också är de facto huvudstad och administrativt centrum, är Banja Luka.
Delstaten omfattar de flesta av de serbiska befolkade delarna av Bosnien och Hercegovina belägna i norra och östra delen av landet. Serbiska republiken bildades under 1992 i början av de jugoslaviska krigen/Jugoslaviens upplösning och uppnådde efter Daytonavtalen 1995 internationellt erkännande som en del av ett federalt Bosnien och Hercegovina med avsikten att skydda serberna i landet.
Serbiska republiken är en parlamentarisk regering med nationalförsamlingen som har lagstiftande makt inom delstaten. Serbiska republiken är relativt centraliserad, även om den är uppdelad i 64 kommuner. Nationalförsamlingen har 83 platser.

## Namn

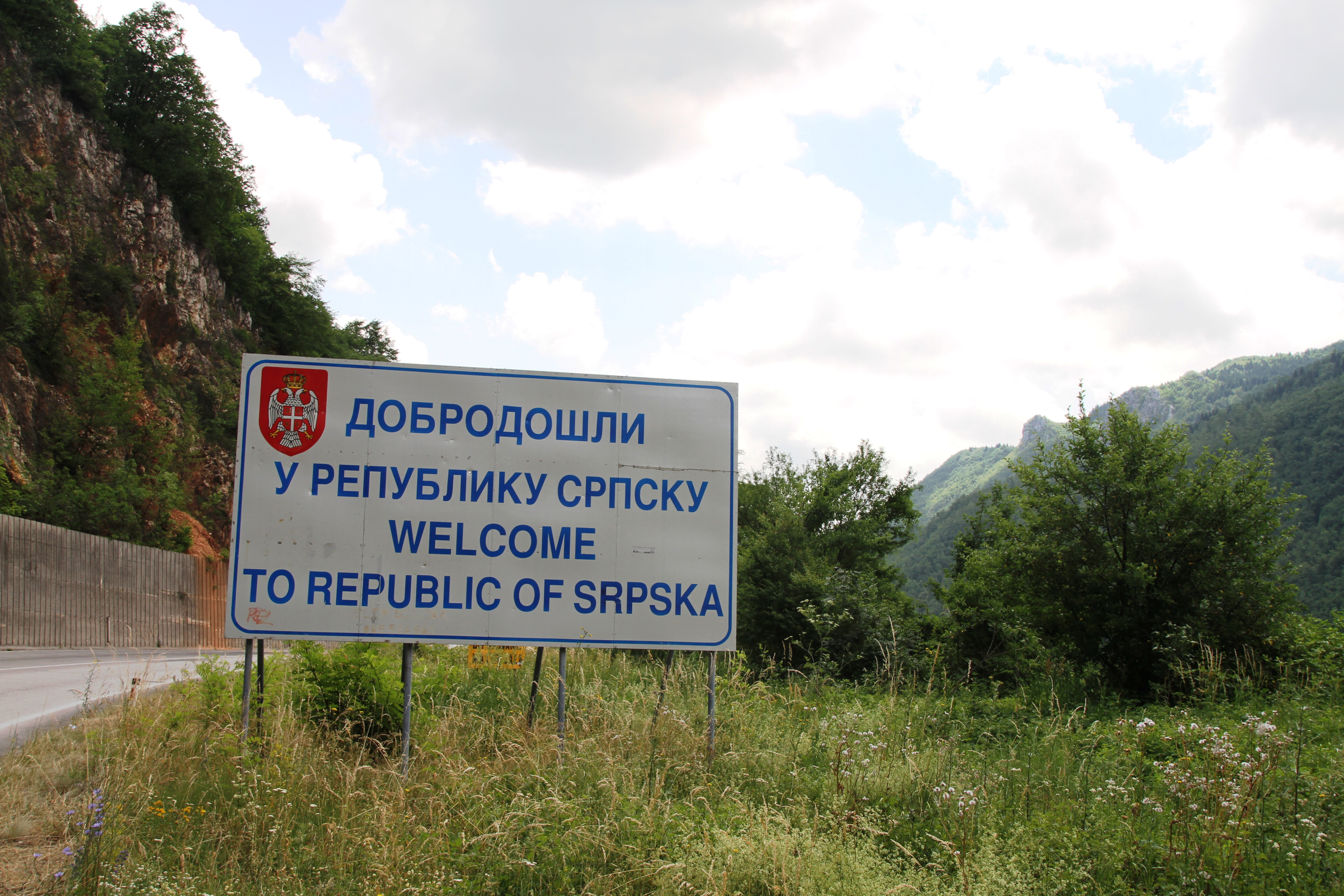
En välkomstskylt på den administrativa gränsen med Federationen Bosnien och Hercegovina.

I namnet Republika Srpska, är Srpska ett substantiv som härrör från serbernas etnonym med ett annat suffix än Srbija 'Serbien'. På serbiska bildas många namn på länder med suffixet -sk- (t.ex. Švedska (Sverige), Bugarska (Bulgarien), Danska (Danmark), Finska (Finland), Hrvatska (Kroatien), Irska 'Irland', Turska (Turkiet) med mera). Eftersom suffixet -sk- ursprungligen bildar adjektiv och landnamnen av denna typ är nominaliseringar, har Republika Srpska ofta missförståtts att betyda ”Serbiska republiken”. Substantivet Srpska används dock ofta utan Republika som ett fristående substantiv på serbiska, t.ex. i namnen på det politiska partiet förenad Srpska, tidningen Glas Srpske eller posttjänsten Pošte Srpske. Som ett substantiv är Srpska alltid kapitaliserat på serbiska.

## Demografi
Enligt 2013 års folkräkning var 1 326 991 människor bosatta i Serbiska republiken, varav 81,51 procent serber, 13,99 procent bosniaker, 2,41 procent kroater och 3,6 procent övriga.
Från och med folkräkningen 2013 har Serbiska republiken (exklusive distriktet Brčko) en total befolkning på 1 228 423 och en befolkningstäthet på 49,9 invånare per kvadratkilometer. båda dessa siffror är mycket lägre än i Serbiska republiken motsvarighet, Federationen Bosnien och Hercegovina. Serbiska republiken utgör 48 procent av landytan i Bosnien och Hercegovina och hyser 34,79 procent av landets totala befolkning. Den totala förväntade livslängden i Serbiska republiken vid födseln var 77,15 år 2019.
Den totala fertilitetsgraden i Serbiska republiken är från och med 2019 1,34 barn per mamma – en av världens lägsta. År 2019 var det totala antalet levande födda enligt Statistiska institutet för Serbiska republiken (RZS) 9 274. Samma år var antalet dödsfall 15 081, vilket resulterade i en naturlig befolkningsminskning med 5 807 invånare. Tillsammans med denna naturliga befolkningsminskning står enheten inför betydande utvandring. Ett stort antal människor har lämnat enheten de senaste åren för den närliggande Europeiska unionen och därefter.
| Folkrikaste kommuner i Serbiska republiken | Folkrikaste kommuner i Serbiska republiken | Folkrikaste kommuner i Serbiska republiken | Folkrikaste kommuner i Serbiska republiken | Folkrikaste kommuner i Serbiska republiken | Folkrikaste kommuner i Serbiska republiken | Folkrikaste kommuner i Serbiska republiken |
| ------------------------------------------ | ------------------------------------------ | ------------------------------------------ | ------------------------------------------ | ------------------------------------------ | ------------------------------------------ | ------------------------------------------ |
| Banja Luka Bijeljina                       | Rang                                       | Kommun                                     | Historisk region                           | Folkmängd                                  | Stadsstyrt territorium                     | Prijedor Doboj                             |
| Banja Luka Bijeljina                       | 1                                          | Banja Luka                                 | Krajina                                    | 185 042                                    | 1 239 km²                                  | Prijedor Doboj                             |
| Banja Luka Bijeljina                       | 2                                          | Bijeljina                                  | Semberija                                  | 107 715                                    | 734 km²                                    | Prijedor Doboj                             |
| Banja Luka Bijeljina                       | 3                                          | Prijedor                                   | Krajina                                    | 89 397                                     | 835 km²                                    | Prijedor Doboj                             |
| Banja Luka Bijeljina                       | 4                                          | Doboj                                      | Usora                                      | 71 441                                     | 772 km²                                    | Prijedor Doboj                             |
| Banja Luka Bijeljina                       | 5                                          | Istočno Sarajevo                           | Podrinje                                   | 61 516                                     | 1 450 km²                                  | Prijedor Doboj                             |
| Banja Luka Bijeljina                       | 6                                          | Zvornik                                    | Podrinje                                   | 58 856                                     | 376 km²                                    | Prijedor Doboj                             |
| Banja Luka Bijeljina                       | 7                                          | Gradiška                                   | Posavina                                   | 51 727                                     | 762 km²                                    | Prijedor Doboj                             |
| Banja Luka Bijeljina                       | 8                                          | Teslić                                     | Usora                                      | 38 536                                     | 838 km²                                    | Prijedor Doboj                             |
| Banja Luka Bijeljina                       | Källa: 2013 års folkräkning                |                                            |                                            |                                            |                                            | Prijedor Doboj                             |

### Utbildning

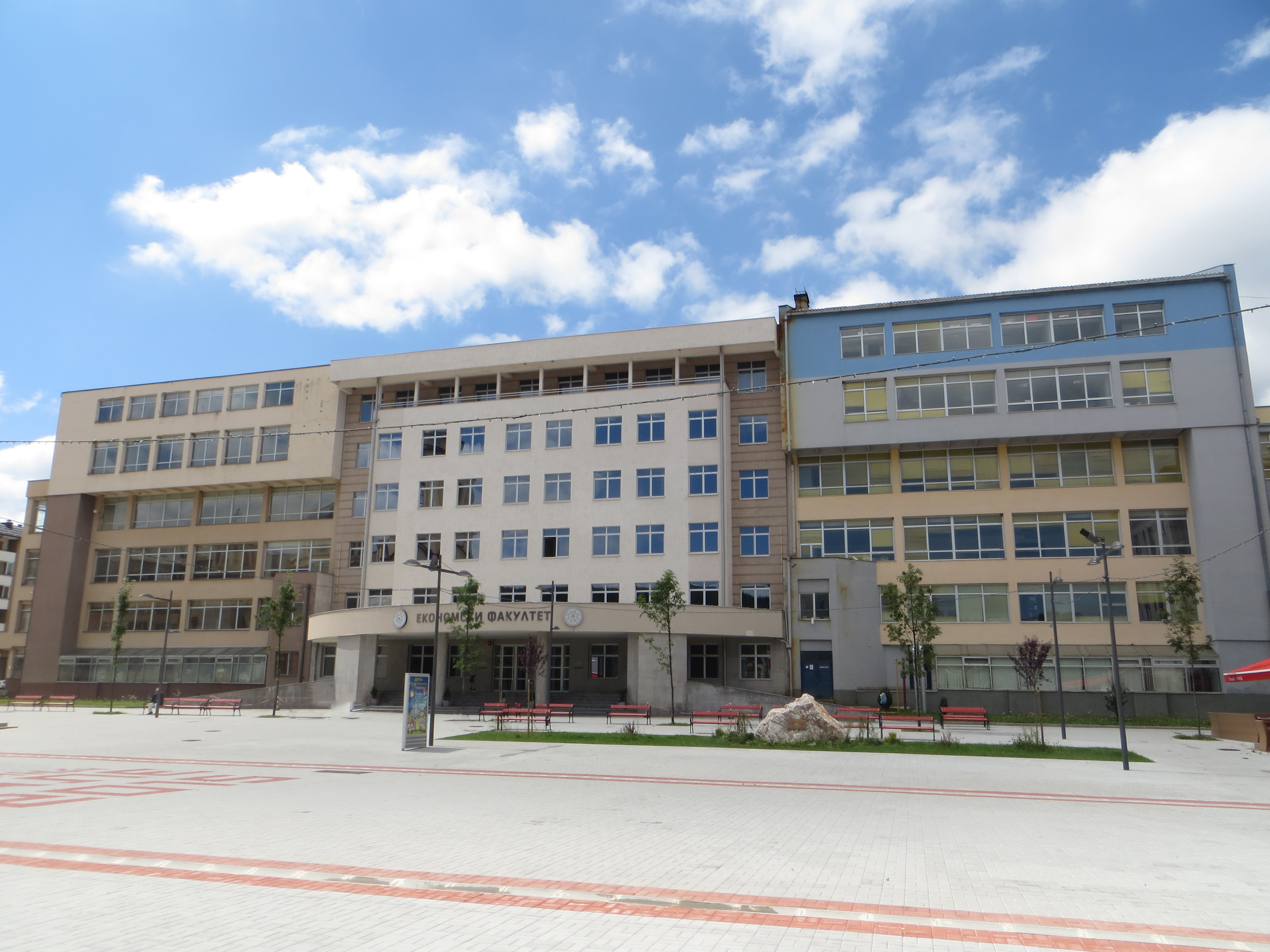
Ett universitet av östra Sarajevo.

Läskunnighet i Serbiska republiken uppgår till 96,8 procent utifrån 2013. Gratis grundskoleutbildning ges som rätt till alla människor i Serbiska republiken och Bosnien och Hercegovina. Det finns 187 grundskolor förutom 11 musikskolor och 4 utbildningscentra för studenter med inlärningssvårigheter. Gymnasial utbildning finns i tre huvudkanaler: treåriga yrkesskolor, fyraåriga tekniska skolor och fyraåriga grundskolor (serbiskaː gimnazije/гимназије). Tio oberoende grammatikskolor finns, medan ytterligare 30 är integrerade i andra skolor. Musikskolor erbjuder ett annat alternativ för studenter att fortsätta sin utbildning efter grundskolan.
Det äldsta och största offentliga universitetet i Serbiska republiken är universitetet i Banja Luka, som grundades 1975. Det andra av dem två offentliga universitet i Serbiska republiken är Universitet av Östra Sarajevo. Efter slutet av de jugoslaviska krigen inrättades flera privata högskolor, inklusive: American University i Bosnien och Hercegovina, Slobomir University, Pan-European University “APEIRON” och University Sinergija. Akademin för vetenskap och konst i Serbiska republiken, grundad 1996, är den högsta representativa institutionen för vetenskap och konst i Serbiska republiken. National- och universitetsbiblioteket i Serbiska republiken är ett nationellt bibliotek i Banja Luka. Museum of Contemporary Art (MSURS) rymmer en samling jugoslavisk och internationell konst och ligger i Banja Luka.

### Etniska grupper
Enligt 1865 års folkräkning kan man se att majoriteten av befolkningen i Bosnien och Hercegovina var ortodoxa (serber); vid den tiden var 46,3 % ortodoxa, 30,4 % muslimer och 22,7 % katoliker. Den senaste österrikisk-ungerska folkräkningen från 1910 registrerade ett liknande förhållande inom den etniska strukturen (43,4 % ortodoxa, 32,3 % muslimer och 23,3 % katoliker). I de första folkräkningarna i det socialistiska Jugoslavien 1948, 1951 och 1961 var serber den största etniska gruppen i SR BiH:s territorium, och enligt folkräkningen 1961, av totalt 3 277 948 invånare i BiH, fanns det 1 406 057 serber, eller 42,9 %, och det fanns 842 248 muslimer, eller 25,7 %. Folkräkningen från 1971 visade för första gången att den etniska strukturen hos befolkningen i det tidigare SR BiH hade förändrats och att muslimer hade blivit en relativ majoritet (39,6 % muslimer, 37,2 % serber och 20,6 % kroater). Enligt den senaste folkräkningen i SFRJ 1991, i Socialistiska republiken Bosnien och Hercegovinas territorium, ökade andelen muslimer ytterligare till cirka 43,67 %, och andelen serber minskade till cirka 31,37 %, eller 1 369 258 serber av en totalt 4 364 574 invånare i SR BiH.
| 1991 | 2013 |
| ---- | ---- |
|      |      |

| Etnisk grupp                                                                              | Folkräkning 1991 | Folkräkning 1991 | Folkräkning 2013 | Folkräkning 2013 | Folkräkning 2013 (RZS) | Folkräkning 2013 (RZS) |
| Etnisk grupp                                                                              | Antal            | %                | Antal            | %                | Antal                  | %                      |
| ----------------------------------------------------------------------------------------- | ---------------- | ---------------- | ---------------- | ---------------- | ---------------------- | ---------------------- |
| Serber                                                                                    | 869 854          | 55,43            | 1 001 299        | 81,51            | 970 857                | 82,95                  |
| Bosnier                                                                                   | 440 746          | 28,08            | 171 839          | 13,99            | 148 477                | 12,69                  |
| Kroater                                                                                   | 144 238          | 9,19             | 29 645           | 2,41             | 26 509                 | 2,27                   |
| Jugoslaver                                                                                | 75 013           | 4,78             |                  |                  |                        |                        |
| Andra                                                                                     | 39 481           | 2,52             | 25 640           | 2,09             | 24 499                 | 2,09                   |
| Totalt                                                                                    | 1 569 332        |                  | 1 228 423        |                  | 1 170 342              |                        |
| * Resultaten av folkräkningen är enligt Institute of Statistics of Republika Srpska (RZS) |                  |                  |                  |                  |                        |                        |

### Sjukvård
Serbiska republikens hälso- och sjukvårdssystem är avsett att ge organiserad och planerad hälso- och sjukvård till befolkningen på dess territorium, både i offentliga och privata vårdinstitutioner. Hälso- och sjukvårdsaktiviteter utförs av vårdpersonal och medarbetare på de villkor och på det sätt som i första hand föreskrivs i lagar och förordningar, antagna på grundval av och i enlighet med lagen om hälso- och sjukvård i Serbiska republiken.
Den offentliga sektorn i Serbiska republiken omfattar 54 hälsocenter, tillsammans med familjemedicinska kliniker, 11 sjukhus, 4 specialiserade sjukhus, 1 kliniska centra och 7 institut.
Stationär behandling tillhandahålls på sjukhus i Derventa och Prnjavor. Sjukhus specialiserade för fysisk medicin och rehabilitering är "Mlječanica" i Kozarska Dubica och Institutet "Dr Miroslav Zotović" i Banja Luka. [18] Patienter som lider av psykiska sjukdomar behandlas i Institutet för rättspsykiatri Sokolac, som är den första och enda institutionen av denna typ i BiH, och sjukhus för kroniska psykiatriska patienter Modriča.
Universitetssjukhus finns i Foča och Banja Luka. Universitetets kliniska centrum i Serbiska republiken (UCC RS) är den största och viktigaste folkhälsoinstitutionen i Serbiska republiken. Huvudaktiviteten för universitetets kliniska centrum är sjukhusbehandling (inläggning, diagnos och vård) av patienter på sekundär och tertiär hälso- och sjukvård. Den består av 21 kliniker, 6 institut och 10 tjänster.

### Religion
Serbiska republiken har ingen officiell religion. Religionsfrihet är en rättighet som definieras i konstitutionen för Serbiska republiken, som föreskriver laglig jämlikhet för alla människor, oavsett religiös tro.
Enligt folkräkningen 2013 identifierar sig cirka 85% av invånarna i Serbiska republiken som kristna. Medlemmar i den serbisk-ortodoxa kyrkan utgör den största religiösa gruppen och står för lite mindre än 83% av befolkningen, följt av anhängare av islam och den romersk-katolska kyrkan. 0,59% av människorna beskriver sig själva som ateister eller agnostiker.

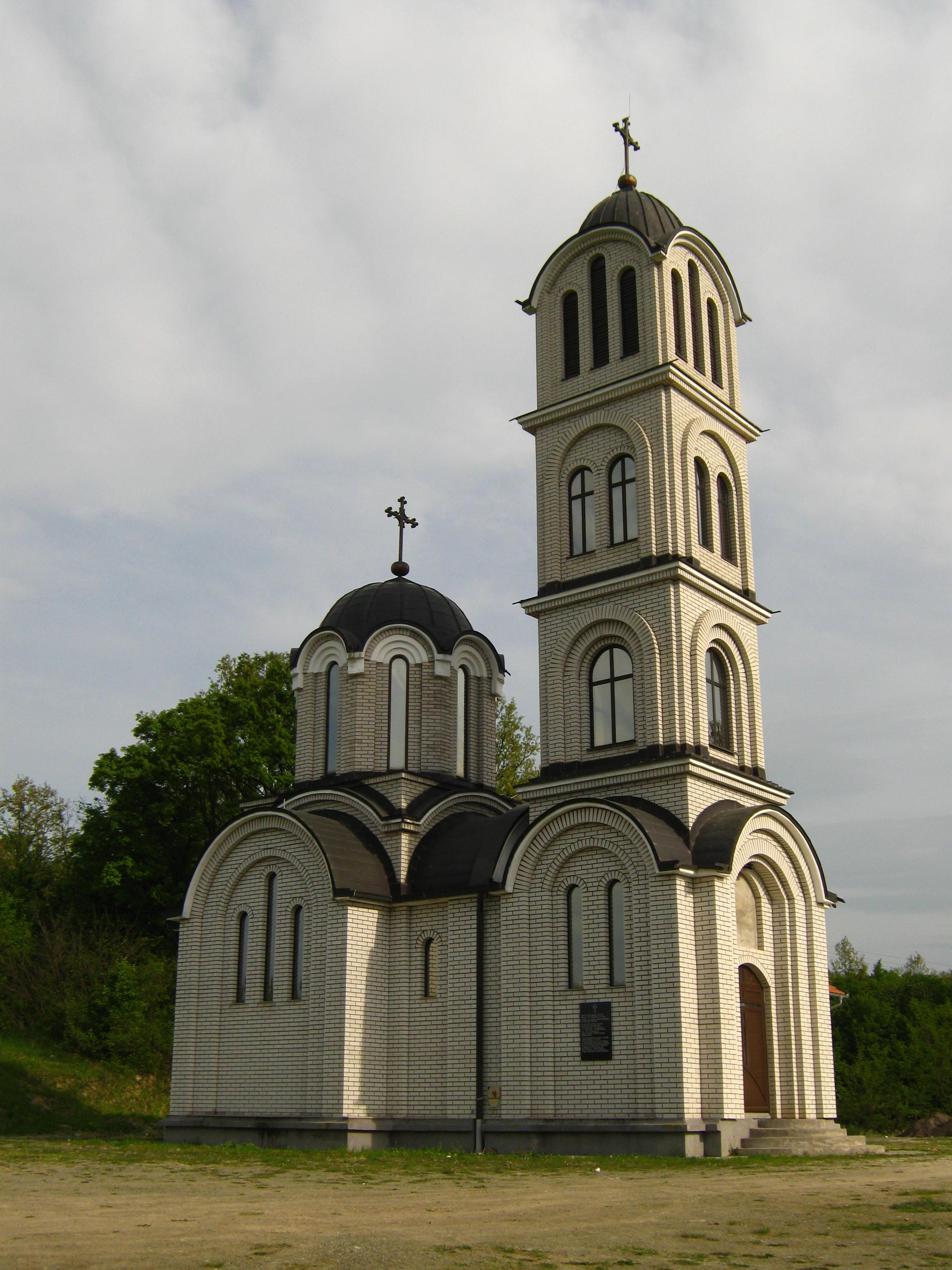
Helige kejsar Konstantins och kejsarinna Helenas kyrka i Vitkovci.
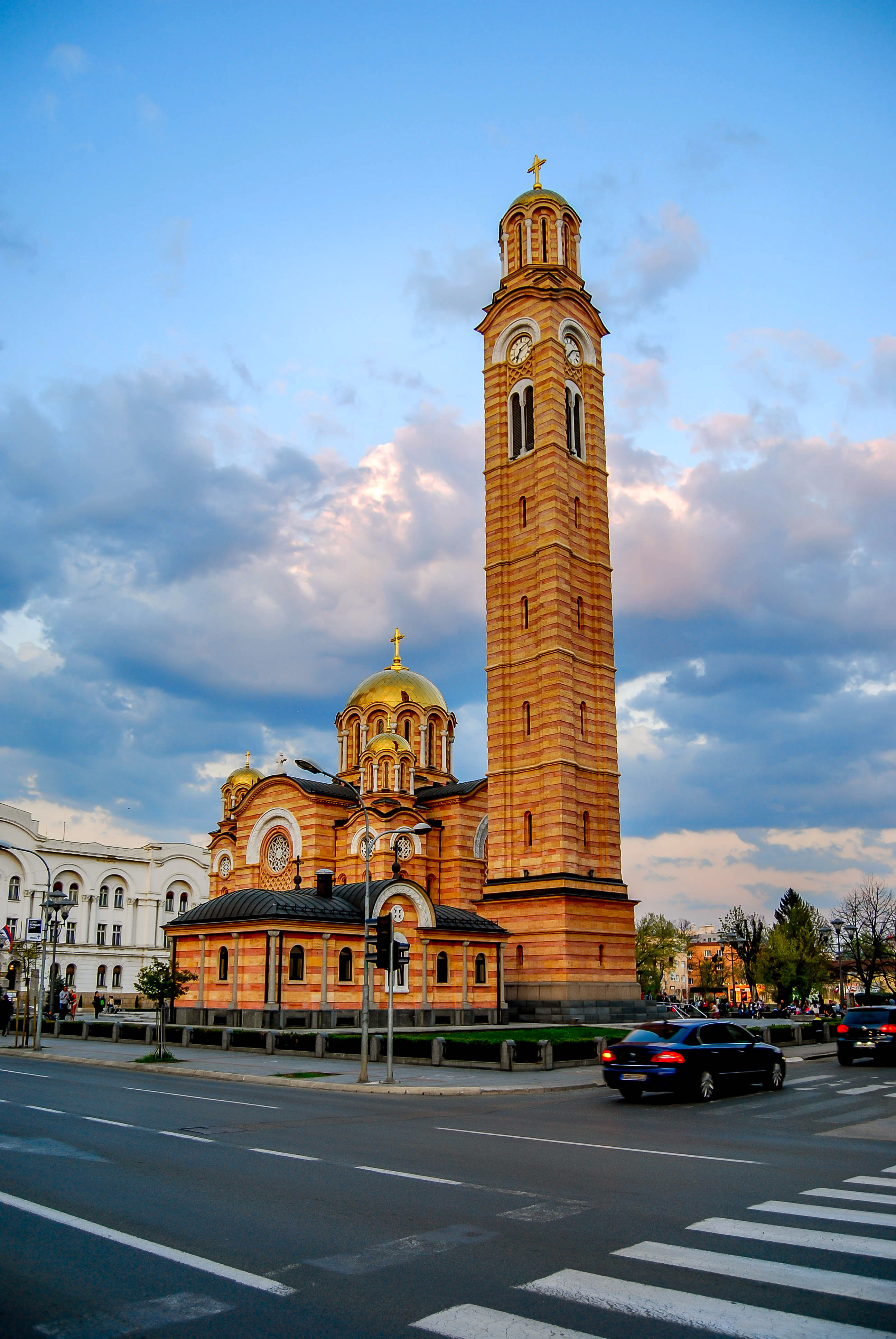
Kristus Frälsarens katedral i Banja Luka.
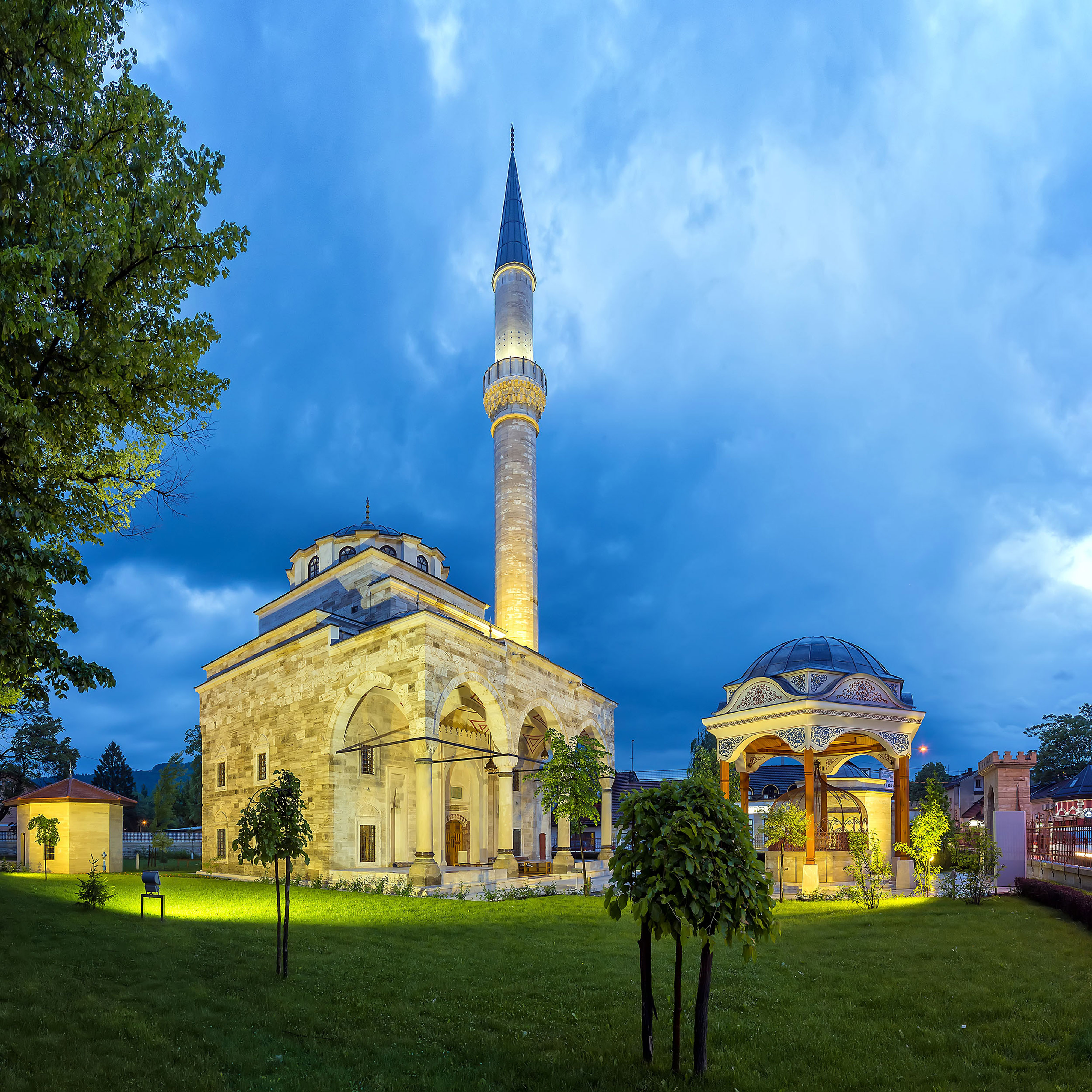
Ferhat-paša-moskén i Banja Luka.

## Ekonomi
Serbiska republiken, i en monetär union med Bosnien och Hercegovinas federation, använder Bosnien och Hercegovinas konvertibla märke (KM).Valutan har en enhetskurs med euro på 1,95583 konvertibla mark. Tillsammans med resten av Bosnien och Hercegovina klassificeras Serbiska republiken som en ekonomi med högre medelinkomst av FN. Enligt IRBRS är företagets utvecklingsbank, Serbiska republikens nominella BNP per capita 8 739 KM (4 457 €) från och med 2017.
Serbiska republikens bolagsskattesats är lägre än federationen Bosnien och Hercegovina och är bland de lägsta i regionen.
I november 2020 tillkännagav Serbiens och Srpskas regeringar byggandet av tre vattenkraftverk vid Drina, som beräknas uppgå till 520 miljoner euro.

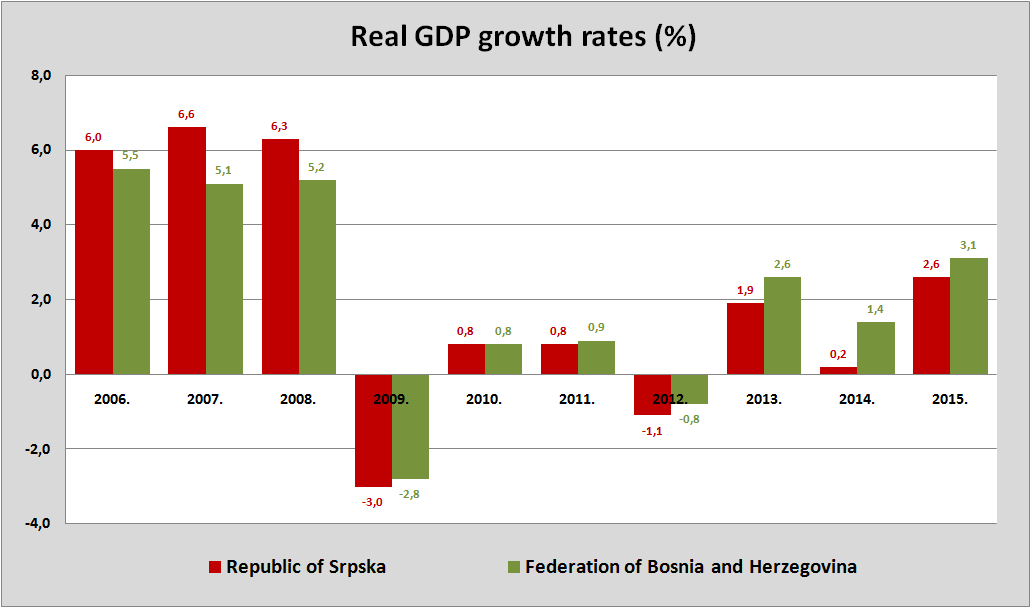
BNP-tillväxttakt i Republika Srpska och Bosnien och Hercegovinas federation.

| BNP för Serbiska republiken 2000–2019 (mil KM)           | BNP för Serbiska republiken 2000–2019 (mil KM) | BNP för Serbiska republiken 2000–2019 (mil KM) | BNP för Serbiska republiken 2000–2019 (mil KM) | BNP för Serbiska republiken 2000–2019 (mil KM) | BNP för Serbiska republiken 2000–2019 (mil KM) | BNP för Serbiska republiken 2000–2019 (mil KM) | BNP för Serbiska republiken 2000–2019 (mil KM) | BNP för Serbiska republiken 2000–2019 (mil KM) | BNP för Serbiska republiken 2000–2019 (mil KM) | BNP för Serbiska republiken 2000–2019 (mil KM) | BNP för Serbiska republiken 2000–2019 (mil KM) | BNP för Serbiska republiken 2000–2019 (mil KM) | BNP för Serbiska republiken 2000–2019 (mil KM) | BNP för Serbiska republiken 2000–2019 (mil KM) | BNP för Serbiska republiken 2000–2019 (mil KM) | BNP för Serbiska republiken 2000–2019 (mil KM) | BNP för Serbiska republiken 2000–2019 (mil KM) | BNP för Serbiska republiken 2000–2019 (mil KM) | BNP för Serbiska republiken 2000–2019 (mil KM) |
| -------------------------------------------------------- | ---------------------------------------------- | ---------------------------------------------- | ---------------------------------------------- | ---------------------------------------------- | ---------------------------------------------- | ---------------------------------------------- | ---------------------------------------------- | ---------------------------------------------- | ---------------------------------------------- | ---------------------------------------------- | ---------------------------------------------- | ---------------------------------------------- | ---------------------------------------------- | ---------------------------------------------- | ---------------------------------------------- | ---------------------------------------------- | ---------------------------------------------- | ---------------------------------------------- | ---------------------------------------------- |
| 2000                                                     | 2001                                           | 2002                                           | 2003                                           | 2004                                           | 2005                                           | 2006                                           | 2007                                           | 2008                                           | 2009                                           | 2010                                           | 2011                                           | 2012                                           | 2013                                           | 2014                                           | 2015                                           | 2016                                           | 2017                                           | 2018                                           | 2019 (antangande)                              |
| 3,373                                                    | 3,666                                          | 4,208                                          | 4,560                                          | 5,116                                          | 5,763                                          | 6,546                                          | 7,352                                          | 8,490                                          | 8,236                                          | 8,318                                          | 8,682                                          | 8,584                                          | 8,760                                          | 8,831                                          | 8,899                                          | 8,931                                          | 9,087                                          | 9,200                                          | 9,299                                          |
| Deltagande i den totala Bosnien och Hercegovina ekonomin |                                                |                                                |                                                |                                                |                                                |                                                |                                                |                                                |                                                |                                                |                                                |                                                |                                                |                                                |                                                |                                                |                                                |                                                |                                                |
| 30,62%                                                   | 31,8%                                          | 31,63%                                         | 27,23%                                         | 27,17%                                         | 25,98%                                         | 26,47%                                         | 27,79%                                         | 28,94%                                         | 28,08%                                         | 27,54%                                         | 27,28%                                         | 25,9%                                          | 25,34%                                         | 24,79%                                         | 25,84%                                         | 26,40%                                         | 24,16%                                         | 25,08%                                         | 24,02%                                         |

### Utrikeshandel
| Serbiska republikens utrikeshandel (miljoner euro) (exklusive handel med Federationen Bosnien och Hercegovina och Brčko-distriktet) | Serbiska republikens utrikeshandel (miljoner euro) (exklusive handel med Federationen Bosnien och Hercegovina och Brčko-distriktet) | Serbiska republikens utrikeshandel (miljoner euro) (exklusive handel med Federationen Bosnien och Hercegovina och Brčko-distriktet) | Serbiska republikens utrikeshandel (miljoner euro) (exklusive handel med Federationen Bosnien och Hercegovina och Brčko-distriktet) | Serbiska republikens utrikeshandel (miljoner euro) (exklusive handel med Federationen Bosnien och Hercegovina och Brčko-distriktet) | Serbiska republikens utrikeshandel (miljoner euro) (exklusive handel med Federationen Bosnien och Hercegovina och Brčko-distriktet) | Serbiska republikens utrikeshandel (miljoner euro) (exklusive handel med Federationen Bosnien och Hercegovina och Brčko-distriktet) | Serbiska republikens utrikeshandel (miljoner euro) (exklusive handel med Federationen Bosnien och Hercegovina och Brčko-distriktet) | Serbiska republikens utrikeshandel (miljoner euro) (exklusive handel med Federationen Bosnien och Hercegovina och Brčko-distriktet) | Serbiska republikens utrikeshandel (miljoner euro) (exklusive handel med Federationen Bosnien och Hercegovina och Brčko-distriktet) | Serbiska republikens utrikeshandel (miljoner euro) (exklusive handel med Federationen Bosnien och Hercegovina och Brčko-distriktet) | Serbiska republikens utrikeshandel (miljoner euro) (exklusive handel med Federationen Bosnien och Hercegovina och Brčko-distriktet) | Serbiska republikens utrikeshandel (miljoner euro) (exklusive handel med Federationen Bosnien och Hercegovina och Brčko-distriktet) | Serbiska republikens utrikeshandel (miljoner euro) (exklusive handel med Federationen Bosnien och Hercegovina och Brčko-distriktet) | Serbiska republikens utrikeshandel (miljoner euro) (exklusive handel med Federationen Bosnien och Hercegovina och Brčko-distriktet) | Serbiska republikens utrikeshandel (miljoner euro) (exklusive handel med Federationen Bosnien och Hercegovina och Brčko-distriktet) | Serbiska republikens utrikeshandel (miljoner euro) (exklusive handel med Federationen Bosnien och Hercegovina och Brčko-distriktet) |

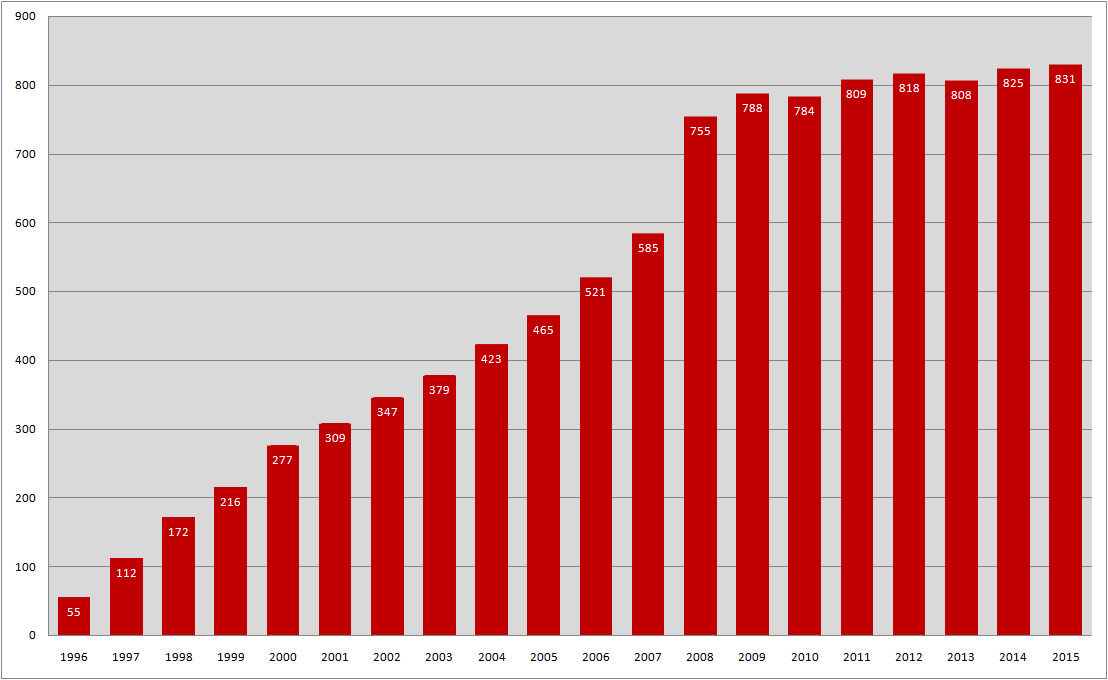
Genomsnittlig nettolön (i KM) i Serbiska republiken 1996–2015.

| --- | --- | --- | --- | --- | --- | --- | --- | --- | --- | --- | --- | --- | --- | --- | --- | --- |
| År | 2001 | 2002 | 2003 | 2004 | 2005 | 2006 | 2007 | 2008 | 2009 | 2010 | 2011 | 2012 | 2013 | 2014 | 2015 | 2016 |
| Export | 306 | 289 | 312 | 431 | 578 | 788 | 855 | 983 | 855 | 1,114 | 1,309 | 1,214 | 1,331 | 1,376 | 1,337 | 1,467 |
| Import | 868 | 1,107 | 1,165 | 1,382 | 1,510 | 1,411 | 1,712 | 2,120 | 1,824 | 2.072 | 2,340 | 2,294 | 2,330 | 2,529 | 2,334 | 2,263 |
| Total handel | 1,174 | 1,396 | 1,477 | 1,813 | 2,088 | 2,199 | 2,566 | 3,103 | 2,680 | 3,186 | 3,650 | 3,509 | 3,662 | 3,905 | 3,570 | 3,730 |
| Täckning (%) | 35 | 26 | 27 | 31 | 38 | 56 | 50 | 46 | 47 | 54 | 56 | 53 | 57 | 54 | 60 | 65 |

### Beskattning och löner
Sedan 2001 inledde Serbiska republiken betydande reformer inom skattesektorn, som sänkte skattebördan till 28,6%, en av de lägsta i regionen. Kapitalvinstskatten och inkomstskatten på 10% är bland de lägsta i Europa och kan teoretiskt stimulera utländska investeringar, och det finns inga gränser för inkomstbeloppet. Att öka antalet skattebetalare och budgeterade inkomster och skapa ett stabilt skattesystem var nödvändigt. För ytterligare reformer inom beskattning och tullar; detta område är ett prioriterat mål för myndigheterna i Serbiska republiken. Moms infördes 2006. Dessa skattefördelar har lett till att vissa företag flyttat sin verksamhet till Serbiska republiken från den andra enheten.
Från och med 2018 finns det 266 309 anställda inom juridiska personer i Serbiska republiken. Den genomsnittliga nettolönen, enligt Institute of Statistics of Republika Srpska (RZS), är 896 KM (458 €) per månad från och med februari 2019, en nominell tillväxt på 1,0% jämfört med föregående månad.

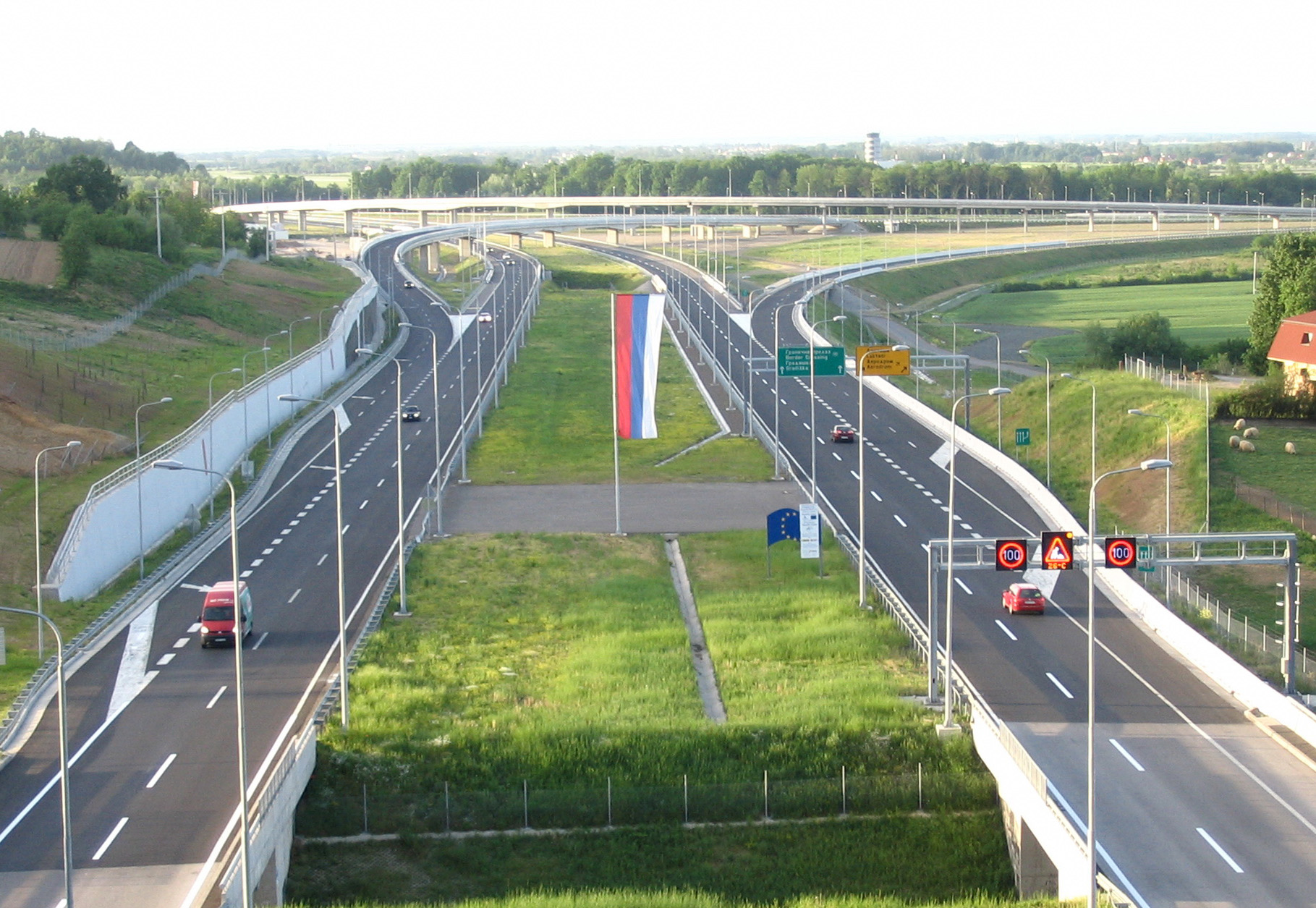
Motorvägen Gradiška i Banja Luka.

### Transport
Transport- och telekommunikationsinfrastruktur i Serbiska republiken regleras av transport- och kommunikationsministeriet. Trafikinfrastruktur omfattar vägar, järnvägar, järnvägsstationer, flygplatser, vattenvägar, hamnar på hela Serbiska republiken territorium, medan telekommunikationsinfrastruktur inkluderar telefoni, telegrafi, optiska kablar, markbundna kommunikationsstationer, trafiktelematik och annat.
Statligt ägda företag som Serbiska republiken järnväg, Pošte Srpske, Serbiska republiken motorvägar har ansvaret för att upprätthålla trafiken på territoriet.
Det grundläggande vägtrafiknätet i Srpska omfattar 4192 kilometer allmänna vägar, varav 1781 km stamvägar och 2183 km regionala vägar. Det finns för närvarande två motorvägar i Serbiska republiken: Gradiška–Banja Luka highway och "9th Highway" (Banja Luka–Doboj). Arteriella motorvägar i Srpska som ingår i det internationella e-vägnätet är:
- Europaväg E761 (M5): (Federationen av BiH)–Istočno Sarajevo–Podromanija–Rogatica–Ustiprača–Višegrad–Vardište
- Europaväg E761 (M5): (Federationen av BiH)–Velečevo–Čađavica–Rogolji–Mrkonjić Grad–Jezero–(Federationen av BiH)
- Europaväg E73 (M17): (Kroatien) Slavonski Šamac–Modriča–Rudanka–Doboj–Karuše–(Federationen av BiH)
- Europaväg E661 (M16): (Kroatien) Stara Gradiška–Laktaši–Banja Luka–Karanovac–Ugar–(Federationen av BiH)
- Europaväg E762 (M18): (Federationen av BiH)–Istočno Sarajevo–Trnovo–Foča–Hum/Šćepan Polje (Montenegro)

Den totala längden på den vanliga spårvägen i Republika Srpska är 425 km. Republika Srpska Railways transporterar cirka 1 miljon passagerare och 5 miljoner ton gods varje år. Den internationella koden för Republika Srpska Railways är 0044.

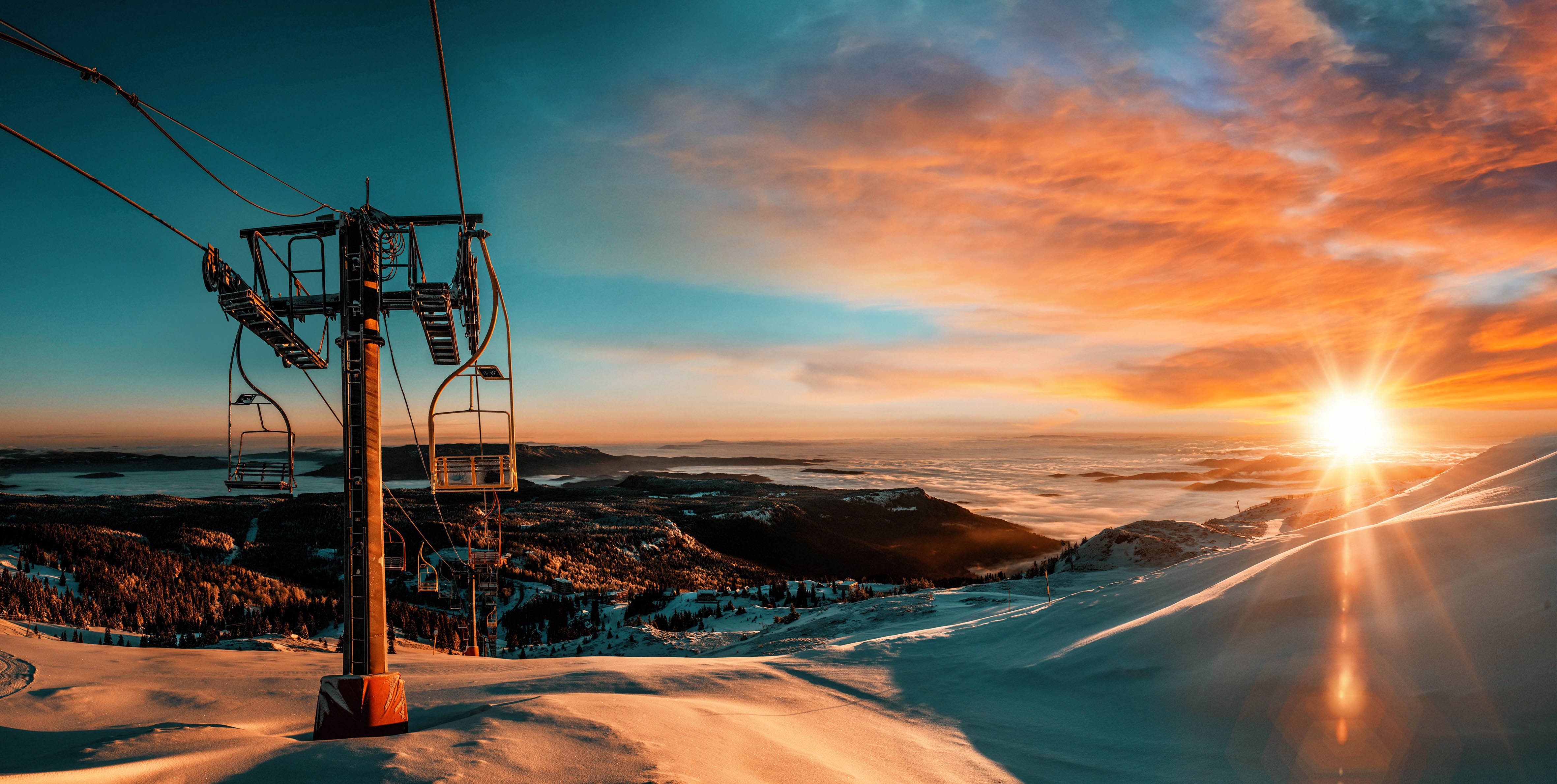
Skidorten Jahorina är den största i Bosnien och en av de största på Balkan.

### Turism
Några typer av turism i Serbiska republiken är: berg, spa, religiös, etnisk turism och ekoturism.
Serbiska republiken har rika men fragmenterade naturresurser. Populära berg inkluderar: Zelengora, Treskavica, Jahorina, Romanija, potom Grmeč, Kozara, Ozren och många andra, med rik flora och jaktmark.

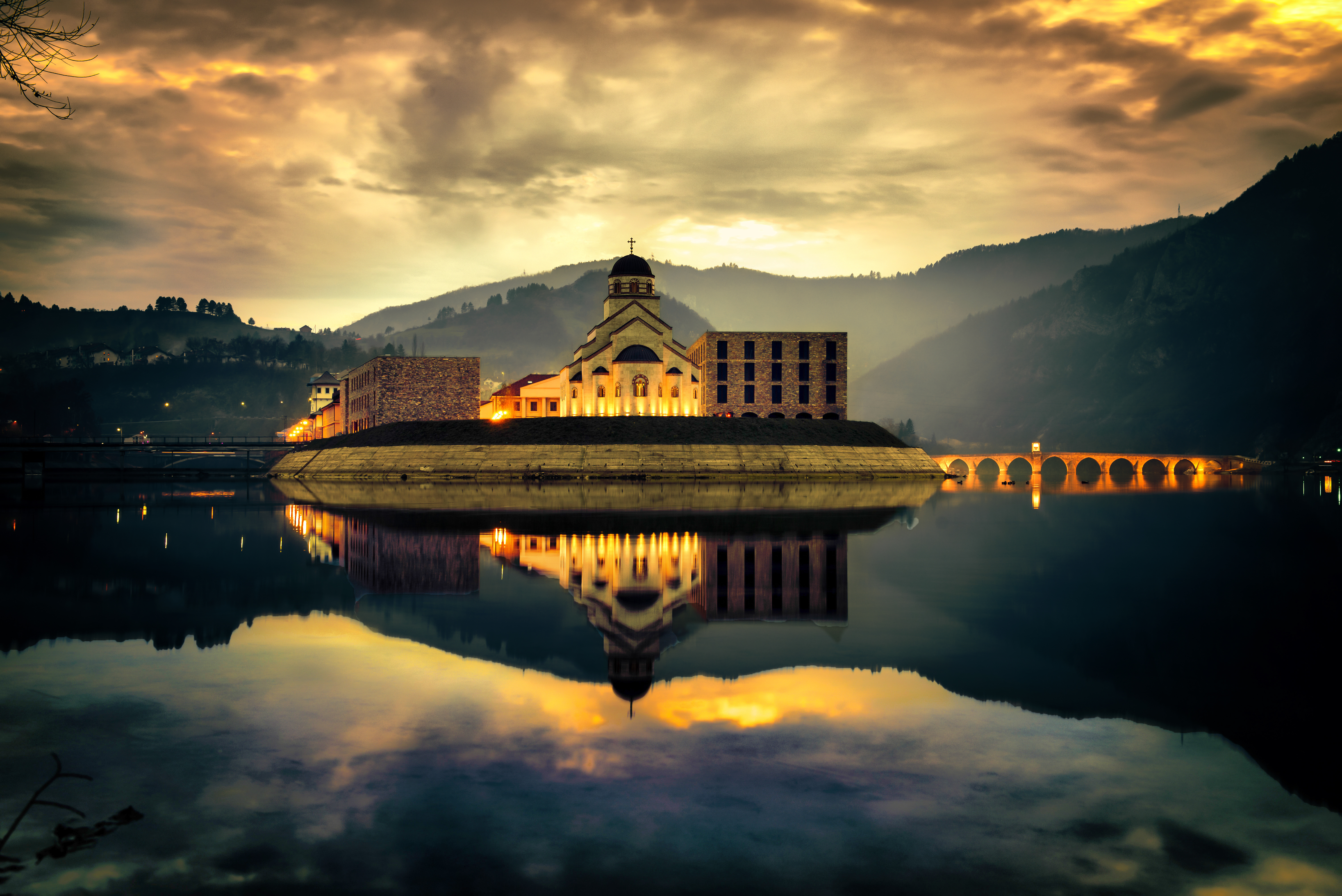
Andrićgrad.

Jahorina skidort är en bergsort och den största och mest populära vintersemesterorten i landet. Skidorten ligger på sluttningarna av berget Jahorina i Dinariska Alperna. Det ligger 15 km från kommunen Pale och 30 km från Sarajevos internationella flygplats. Skidorten Jahorina var värd för alpina skidåkningstävlingar under vinter-OS 1984.
Kungliga byn Kontromanićevo nära Doboj och Stanišići är populära destinationer för etnisk turism. Andrićgrad är ett turistkomplex inspirerat av Nobelprisvinnarens verk Ivo Andrić, som ligger på Drina nära Višegrad. Den är gjord av sten med cirka femtio objekt, inklusive en lokal teater, biograf, konstgalleri, kyrka, Andrics institut, hotell och olika butiker.
Flera floder med klart vatten och potential för fiske finns i Serbiska republiken, såsom Una, Sana, Tara, Drina och Ukrina.
De mest kända spaen i Serbiska republiken är Vrućića, Dvorovi, Guber, Laktaši, Lješljani, Mlječanica och Višegrad spa.
En viktig årlig händelse för serber från regionen Bosanska Krajina är Corrida i Grmeč. Hittills har 248 tjurfäktningsevenemang hållits i Grmeč.
| År   | Total Antal | Ökande | Deltagande i BiH Turism | Övernattning | Ökande | Deltagande i BiH Turism |
| ---- | ----------- | ------ | ----------------------- | ------------ | ------ | ----------------------- |
| 1997 | 108.009     |        | 44%                     | 362.243      |        | 50%                     |
| 1998 | 148.175     | 37,1%  | 49%                     | 437.736      | 20,8%  | 52%                     |
| 1999 | 168.375     | 13,6%  | 43%                     | 473.705      | 8,2%   | 51%                     |
| 2000 | 169.720     | 0,8%   | 41%                     | 440.760      | –7%    | 47%                     |
| 2001 | 146.133     | –13,9% | 35%                     | 359.890      | –18,3% | 40%                     |
| 2002 | 151.838     | 3,9%   | 34%                     | 384.187      | 6,8%   | 33%                     |
| 2003 | 152.441     | 0,4%   | 33%                     | 391.995      | 2%     | 28%                     |
| 2004 | 151.280     | –0,8%  | 31%                     | 407.749      | 4%     | 26%                     |
| 2005 | 150.526     | 0,5%   | 30%                     | 397.976      | –2,4%  | 23%                     |
| 2006 | 191.934     | 27,5%  | 33%                     | 489.441      | 23%    | 24%                     |
| 2007 | 222.739     | 16%    | 34%                     | 561.995      | 14,8%  | 24%                     |
| 2008 | 241.145     | 8,2%   | 32%                     | 625.842      | 11,4%  | 23%                     |
| 2009 | 226.957     | –5,8%  | 29%                     | 564.091      | –9,9%  | 22%                     |
| 2010 | 236.286     | 4,1%   | 30%                     | 577.802      | 2,4%   | 21%                     |
| 2011 | 237.794     | 0,6%   | 29%                     | 614.637      | 6,3%   | 22%                     |
| 2012 | 241.214     | 1,4%   | 29%                     | 629.648      | 2,4%   | 21%                     |
| 2013 | 253.653     | 5,1%   | 26%                     | 629.663      | 0%     | 20%                     |
| 2014 | 260.160     | 2,6%   | 30%                     | 598.668      | 5%     | 20%                     |
| 2015 | 294.781     | 13,3%  | 28%                     | 686.944      | 14,8%  | 21%                     |
| 2016 | 323.908     | 9,9%   | 27%                     | 740.601      | 7,8%   | 20%                     |
| 2017 | 344.659     | 6,4%   | 24%                     | 794.543      | 7,2%   | 19%                     |
| 2018 | 381.802     | 10,7%  | 21%                     | 926.939      | 16,7%  | 18%                     |

### Utlandsförbindelser
I september 2006 undertecknade Serbiska republikens tjänstemän ett "specialbandavtal" med Serbien i syfte att främja ekonomiskt och institutionellt samarbete mellan Serbien och Republika Srpska. Avtalet undertecknades av Serbiens president Boris Tadić och premiärminister Vojislav Koštunica, före detta Republika Srpska president Dragan Čavić och Republika Srpska premiärminister Milorad Dodik.

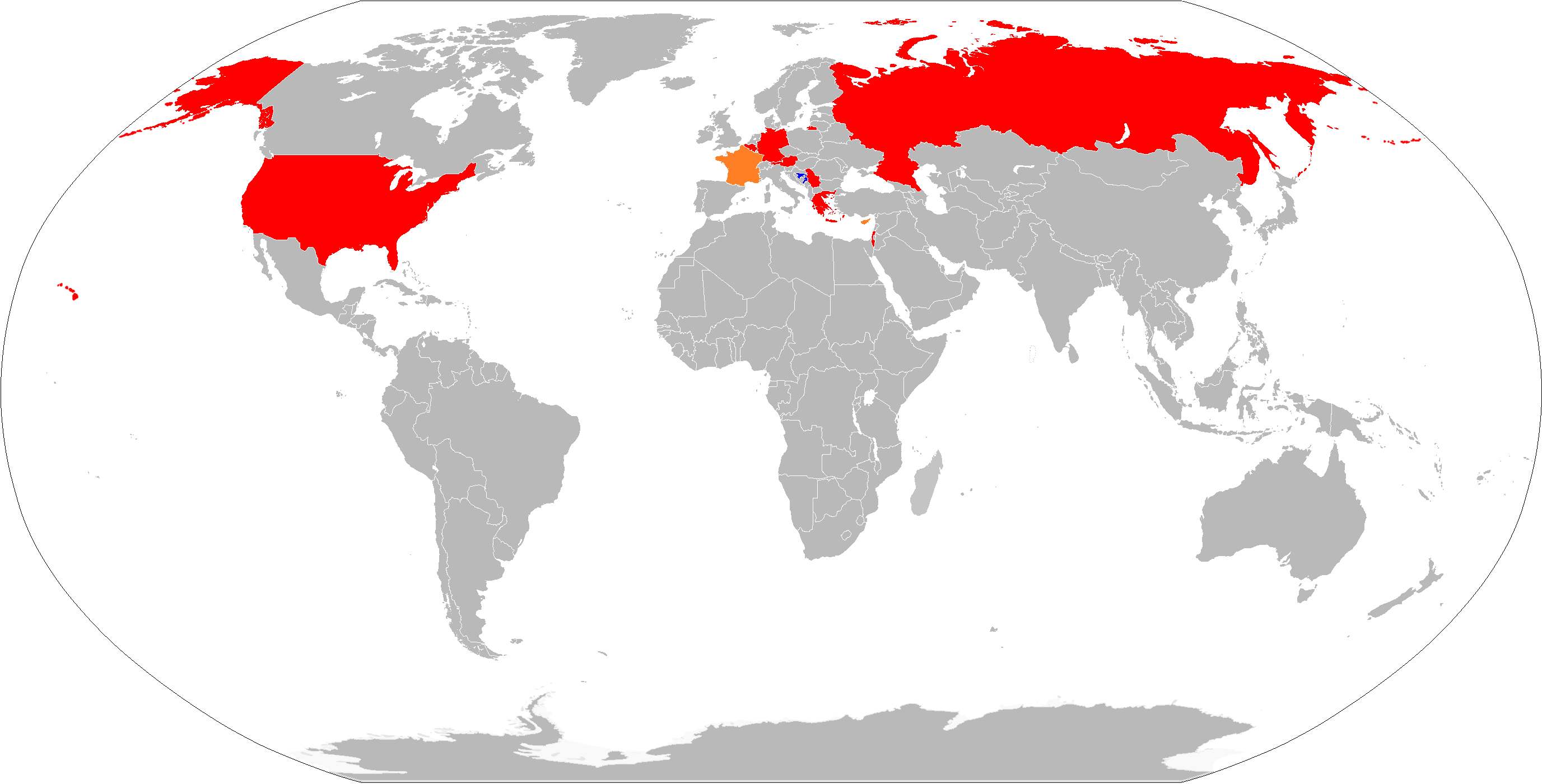
Karta över länder i världen som har representativa kontor för Serbiska republiken.

### Representativa kontor
I februari 2009 öppnade Republika Srpska ett representativt kontor i Bryssel. Medan Europeiska unionen företrädare inte var närvarande vid ceremonin, deltog republikens högsta tjänstemän vid evenemanget och sa att det skulle främja deras ekonomiska, politiska och kulturella förbindelser med EU. Denna uppfattning har starkt fördömts av bosniska ledare och säger att detta är ytterligare ett bevis på att Republika Srpska distanserar sig från Bosnien och Hercegovina. Presidenten för Republika Srpska, Rajko Kuzmanović, berättade för journalister att detta drag inte äventyrade Republika Srpskas plats i Bosnien och Hercegovina. Han tillade att Republika Srpska bara använde sin konstitutionella rätt "att öppna ett representationskontor i centrum för utveckling av europeisk relevans". Republika Srpska har officiella kontor i Belgrad, Moskva, Stuttgart, Jerusalem, Thessaloniki, Washington D.C., Bryssel och Wien.

## Geografi
Serbiska republiken ligger i sydöstra Europa, på Balkanhalvön, med dess nordliga sträckor som sträcker sig in i Pannonian Basin. Serbiska republiken ligger mellan latitud 42 ° och 46 ° N och longitud 16 ° och 20 ° E. Delstaten är uppdelad i två huvuddelar av Brčko-distriktet; en kuperad västra del och en mer varierad östra del, med höga berg i söder och platt, bördig jordbruksmark i norr. Serbiska republiken, till skillnad från sin motsvarighet, är inlandsstat och är kustlös.
Som resten av Bosnien och Hercegovina är Republika Srpska uppdelad i en bosnisk region i norr och en Hercegovinsk region i yttersta söder. Inom dessa två makroregioner finns mindre geografiska regioner, från skogskullarna i Bosanska Krajina i nordväst till de bördiga slätterna i Semberija i nordost.
Serbiska republiken täcker 24 816,2 kvadratkilometer, exklusive distriktet Brčko, som hålls i kondminat av båda enheterna, men de facto är suverän i Bosnien och Hercegovina. Republika Srpska, om det vore ett land, skulle vara 146:e största i världen. Höjden varierar kraftigt, med Maglić, en topp i de Dinariska Alperna nära Montenegro, och når 2.386 meter och delar närmare Adriatiska havet går ner till havsnivån. Den största och mest populära skidorten i Bosnien och Hercegovina ligger på sluttningarna av berget Jahorina, i den östra delen av enheten. Andra stora berg i Serbiska republiken inkluderar Volujak, Zelengora, Lelija, Lebršnik, Crvanj, Orjen, Klekovača, Vitorog, Kozara, Romanija, Treskavica och Trebević.

### Gränser
Republika Srpska delar internationella gränser med Kroatien i norr, Serbien i öster och Montenegro i sydost. Inom Bosnien och Hercegovina markerar gränsen mellan enheter (IEBL) Republika Srpskas administrativa avdelning med federationen Bosnien och Hercegovina och följer i huvudsak frontlinjerna i slutet av Bosnienkriget med några justeringar (viktigast av allt i västra delen av landet och runt Sarajevo) enligt definitionen i Daytonavtalet. Den totala längden på IEBL är cirka 1 080 km. IEBL är en administrativ avgränsning okontrollerad av militär eller polis och det finns fri rörlighet över den.
Eftersom Republika Srpska fungerar som en entitet inom Bosnien och Hercegovina sköter statliga myndigheter (gemensam för båda entiteterna) all gränskontroll till andra länder.
Mellan de båda entiteterna finns ingen gränskontroll. Gränskontrollernas tullpolis då man anländer till Republika Srpska från andra länder sköts av den statliga bosniska gränspolismyndigheten.

### Skogar
Republika Srpska är ett av de mest skogklädda områdena i Europa, med över 50% av sitt område som består av skogstäckning. Perućica är en av de sista gammelskogarna i Europa.
Två tätbevuxna nationalparker – Sutjeska nationalpark och Kozara nationalpark – finns i enheten.

### Vatten
De flesta floder tillhör svarta havets dräneringsbassäng. De viktigaste floderna är Sava, en biflod till Donau som utgör den norra gränsen mot Kroatien; Bosna, Vrbas, Sana och Una, som alla flyter norrut och tömmer in i Sava; Drina, som flyter norrut och utgör en betydande del av den östra gränsen mot Serbien, och är också en biflod till Sava. Trebišnjica är en av de längsta sjunkande floderna i världen. Det tillhör avrinningsbassängen vid Adriatiska havet. Skakavac vattenfall på Perućica är ett av de högsta vattenfallen i landet, på cirka 75 meter i höjd. De viktigaste sjöarna är Bileća-sjön, Bardačasjön (som inkluderar ett skyddat våtmarksområde) och Balkanasjön.

## Historia
Territoriet i dagens Republika Srpska har varit bebott sedan yngre stenåldern. Under den tidiga bronsåldern ersattes den tidigare neolitiska befolkningen av mer krigiska stammar, kända som illyrerna. Under kejsaren Augustus regeringstid blev de illyriska länderna den romerska provinsen Illyricum. Romarriket förlorade successivt kontrollen över Pannonien och därefter Dalmatien ändra fram till slutet av 400-talet e.kr och dessa områden ockuperades sedan av Ostrogoterna. Ostgoterna besegrades av bysantinerna 553, när Dalmatien blev en del av den Bysantiska riket.

### Tidig Historia

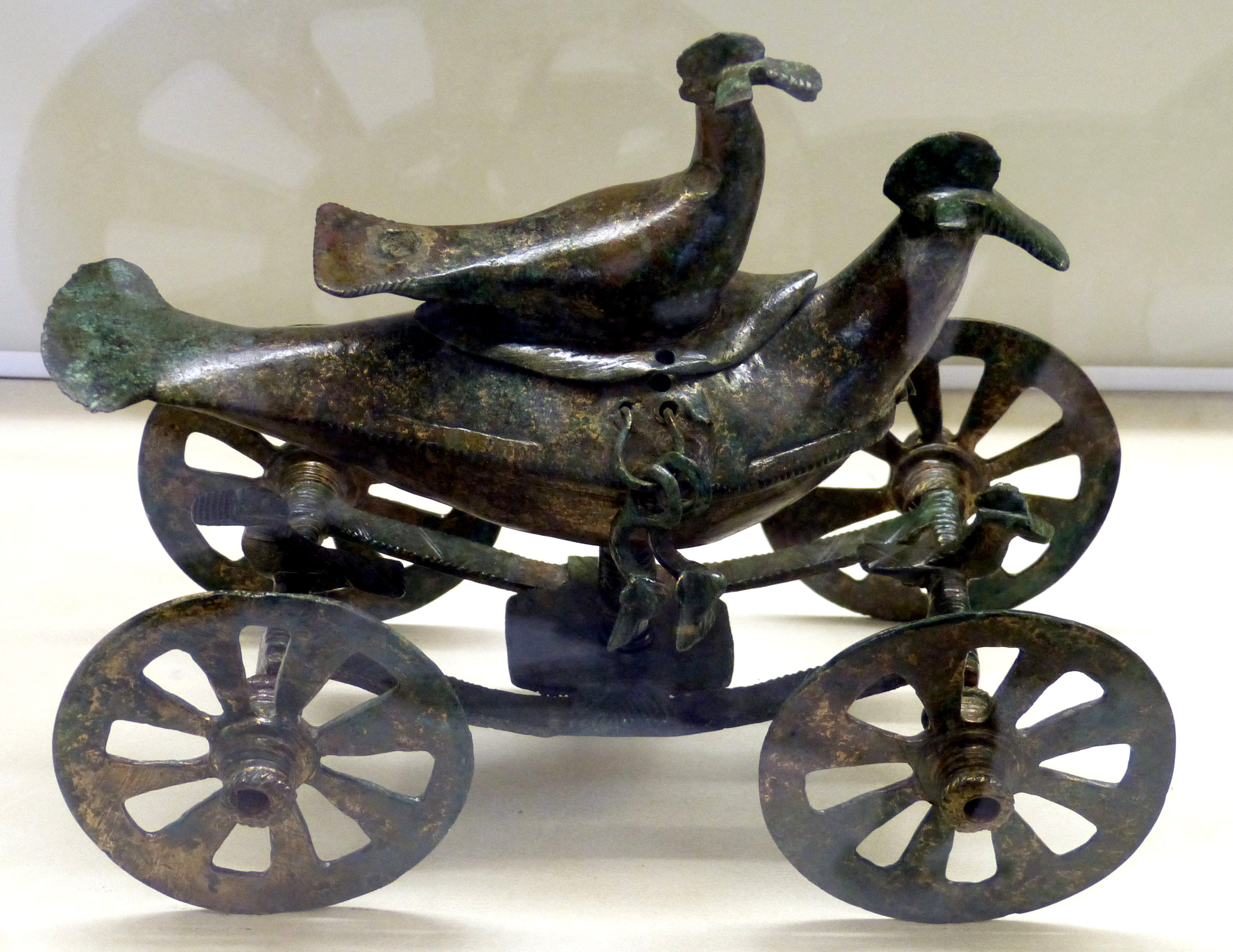
En kultvagn från järnåldern från Banjani nära Sokolac.

Arkeologiska bevis i Serbiska Republiken, såväl som gränsande områden i Bosnien och Hercegovina, vittnar om uttalad mänsklig aktivitet under paleolitikum. Närmare bestämt upptäcktes 1976, nära den moderna staden Stolac i den då relativt gästvänliga Neretva-bassängen, arkeologiska artefakter i form av grottgravyrer i Badanj och rådjursben i området för att visa jägare-samlare så långt tillbaka som 14 000–10 000 f.Kr. Inom den större regionen Hercegovina binder liknande upptäckter regionens tidiga aktiviteter till Montenegro och kustnära Kroatien.
Under neolitikum kom dock en mer permanent bosättning. Naturligtvis inträffade detta längs floderna i Bosnien och Hercegovina när jordbruket spred sig från sydost; framför allt utvecklades Butmirkulturen nära dagens östra Sarajevo vid floden Bosna. En mängd olika idoler, mestadels av kvinnlig karaktär, hittades på Butmir-platsen, tillsammans med korsu.
Med bronsålderns indoeuropeiska migration kom den första användningen av metallverktyg i regionen. Tillsammans med detta kom byggandet av gravhögar – gravhög eller kurganer. Rester av dessa högar kan hittas i nordvästra Bosnien nära Prijedor, ett bevis på inte bara tätare bosättning i den norra kärnan av dagens Serbiska Republiken utan även bronsåldersreliker.
Med inflödet av järnåldern var Glasinac-kulturen, som utvecklades nära Sokolac i östra Serbiska Republiken, en av de viktigaste av landets långvariga indoeuropeiska invånare, illyrerna. Senare påverkades dessa illyrier – Autariatae – av kelterna efter den galliska invasionen av Balkan.

### Romersk tid

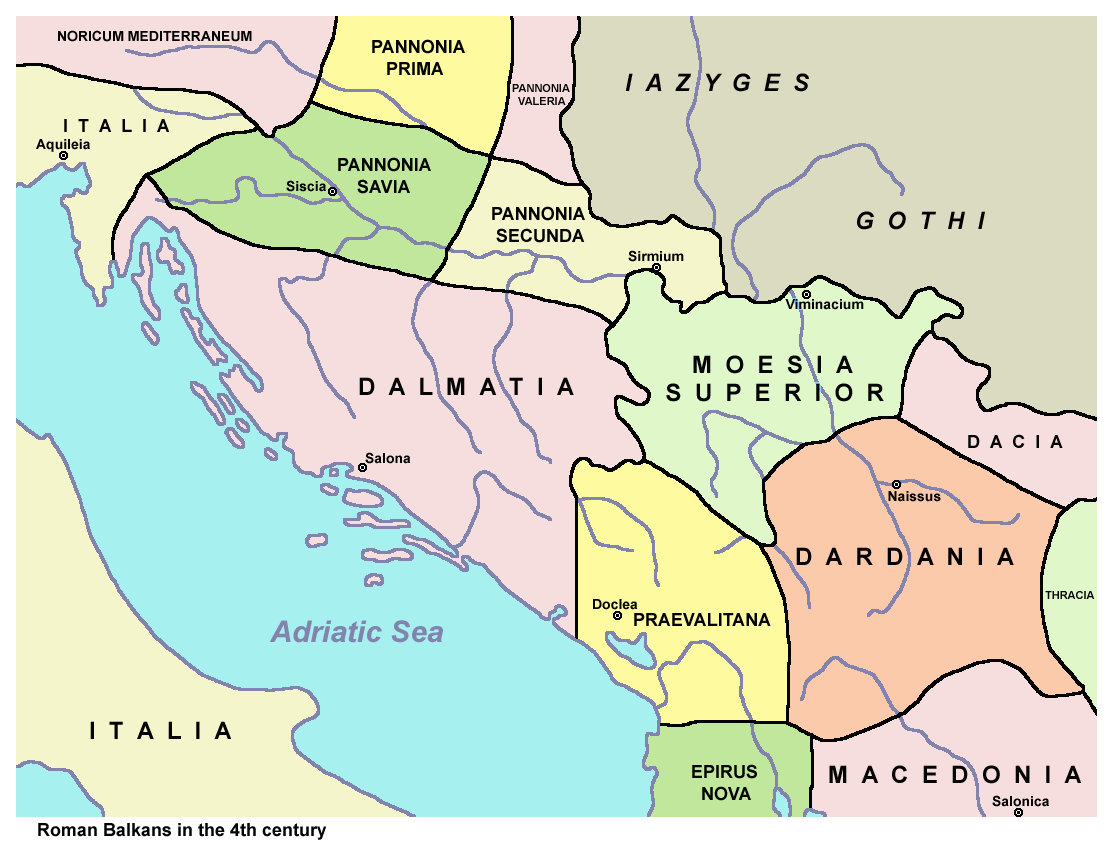
Republika Srpskas territorium inom det Romerska riket, 300-talet.

Med slutet av de illyriska krigen kom större delen av Bosnien och Hercegovina under romersk kontroll inom provinsen Illyricum. Under denna period konsoliderade romarna regionen genom byggandet av ett tätt vägnät och romaniseringen av lokalbefolkningen. Bland dessa vägar fanns Via Argentaria, eller "Silvervägen", som transporterade silver från de östra gruvorna i Bosnien till romerska befolkningscentra. Moderna ortnamn, som floderna Una och Sana i nordväst, har latinskt ursprung, vilket betyder "den ena" respektive "den friska". Denna regel var dock inte oavbruten; med undertryckandet av den en gång dominerande illyriska befolkningen kom revolter som Bellum Batonianum. Efter 20 e.Kr. erövrades dock hela landet av romarna och det delades mellan Pannonia och Dalmatien. Den mest framstående romerska staden i Bosnien var det relativt lilla Servitium, nära dagens Gradiška i den norra delen av entiteten.
Kristendomen spreds till regionen relativt sent åtminstone delvis på grund av landsbygdens bergiga natur och dess brist på stora bosättningar. På 300-talet började landet dock kristnas i massor. Med splittringen av de västra och östra romerska riket 395 föll dagens Republika Srpska under det västromerska riket. Ett bevis på dess och Bosnien och Hercegovinas senare religiösa polarisering, erövrades det senare som en gräns för det östra romerska riket, ett förebud om kommande religiös splittring.

### Modern Historia
Embryot till dagens Serbiska republiken skapades redan 1991 i samband med det politiska kaos som rådde i dåvarande Jugoslavien. De flesta bosnienserber var emot att Bosnien-Hercegovina skulle lämna federationen Jugoslavien och motsatte sig folkomröstning om självständighet.
Samma år skapade bosnienserberna en bosnienserbisk församling och höll en intern folkomröstning där en övervägande majoritet ville stanna kvar inom en union med Serbien och Montenegro. Samtidigt utropades Republika srpskog naroda Bosne i Hercegovine efter samma modell som Republika Srpska Krajina i grannlandet Kroatien. Detta förklarades ogiltigt 1992 av Bosnien-Hercegovinas parlament som sedan höll folkomröstningen om en utbrytning från Jugoslavien. Denna folkomröstning bojkottades av den serbiska befolkningen som ansåg den vara icke-konstitutionell och bortsåg från serbernas vetorätt i parlamentet. Då det stod klart efter valet att en majoritet av de röstande medborgarna i Bosnien-Hercegovina röstat för självständighet, utbröt strider mellan beväpnade bosnienserbiska styrkor och Bosnien-Hercegovinas regeringsarmé. Detta var början till det som idag kallas bosnienkriget.
Dagens Serbiska republiken fick sin status som entitet inom Bosnien-Hercegovina legitimerad genom Daytonavtalet 1995.

## Politik
Serbiska republiken har ett långtgående självstyre inom Bosnien och Hercegovina men är geografiskt delad i en öst- och en väst-del. Majoriteten av befolkningen bor i den västra delen där också den administrativa huvudstaden Banja Luka finns.

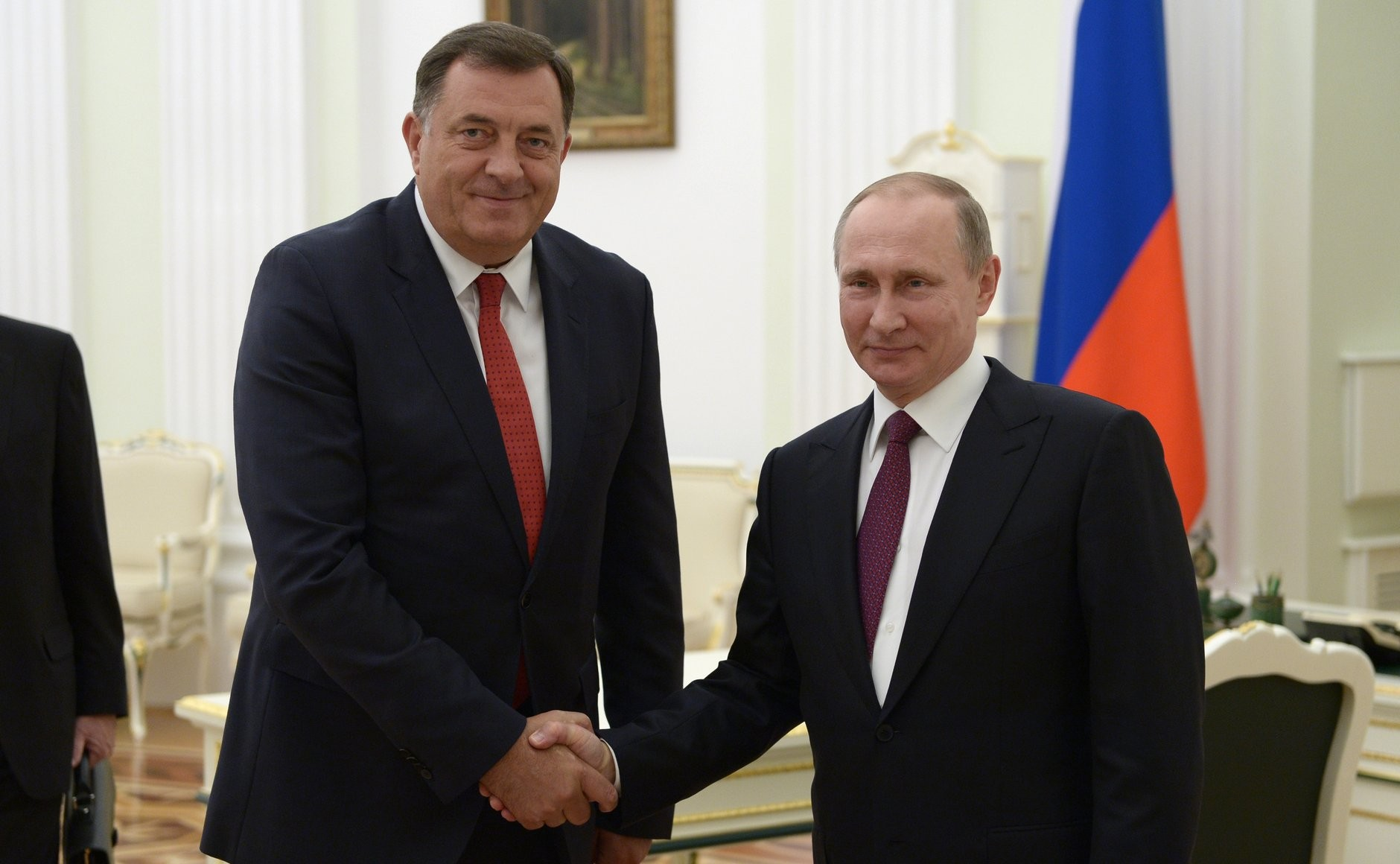
Serbiska republikens nuvarande (november 2023) president Milorad Dodik (vänster) med Rysslands president Vladimir Putin (höger).

Enligt sin egen konstitution har Serbiska republiken sin egen president, lagstiftande makt (den 83-medlemska nationalförsamlingen för Serbiska republiken), verkställande regering, polisstyrka, domstolssystem, tulltjänst och posttjänst. De har också officiella symboler, inklusive ett vapensköld, en flagga (en variant av den serbiska flaggan utan vapenskölden) och dess statssång. Den konstitutionella lagen om vapenskölden och hymnen av Serbiska republiken styrdes inte i överensstämmelse med Bosnien och Hercegovinas konstitution, eftersom den säger att dessa symboler "representerar Serbiska republikens stat" och används "i enlighet med de moraliska normerna i Serbiska folket. Enligt författningsdomstolens beslut skulle lagen korrigeras senast i september 2006. Serbiska republiken ändrade senare sitt emblem.
Serbiska republiken har en president och två vicepresidenter som alla är direkt folkvalda. Av dessa ska en vara serb, en bosniak och en kroat. Presidenten och vicepresidenterna utser regeringen.
Regeringen består av en premiärminister och 16 ministrar, av vilka 8 ska vara serber, 5 bosniaker och 3 kroater. Regeringen är ansvarig inför nationalförsamlingen.
Nationalförsamlingen har 83 ledamöter. Dessa utser ett folkens råd, bestående av 8 serber, 8 bosniaker, 8 kroater och 4 övriga, som har vetorätt över delar av lagstiftningen.
Även om konstitutionen berättar att Östra Sarajevo är huvudstaden för Serbiska republiken, är den nordvästra staden Banja Luka huvudkontor för de flesta av regeringsinstitutionerna, inklusive parlamentet, och är därför de facto-huvudstaden. Efter kriget behöll Serbiska republiken sin armé, men i augusti 2005 samtyckte parlamentet att överföra kontrollen över Armén av Serbiska republiken till ett ministerium på statsnivå och avskaffa enhetens försvarsministerium och armé senast den 1 januari 2006. Dessa reformer krävdes av NATO som en förutsättning för Bosnien och Hercegovinas tillträde till programmet Partnership for Peace. Bosnien och Hercegovina gick med i programmet i december 2006.

## Större städer i Serbiska republiken

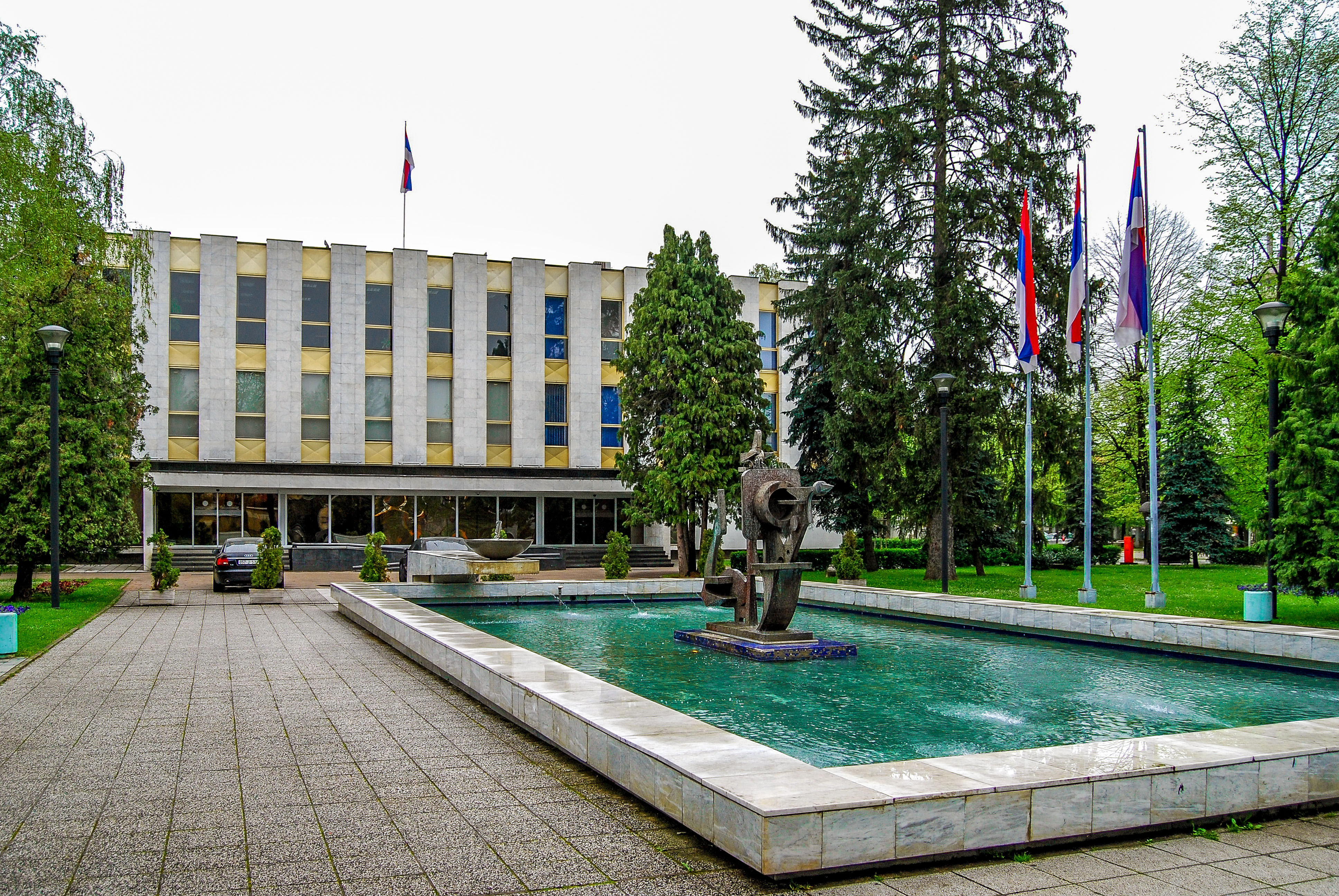
Nationalförsamlingen för Serbiska republiken i huvudstaden Banja Luka.

- Banja Luka (huvudstaden)
- Bijeljina
- Bileća
- Bosanska Dubica
- Bosanski Brod
- Doboj
- Foča
- Istočno Sarajevo
- Trebinje
- Prijedor
- Zvornik

## Kultur

### Sport

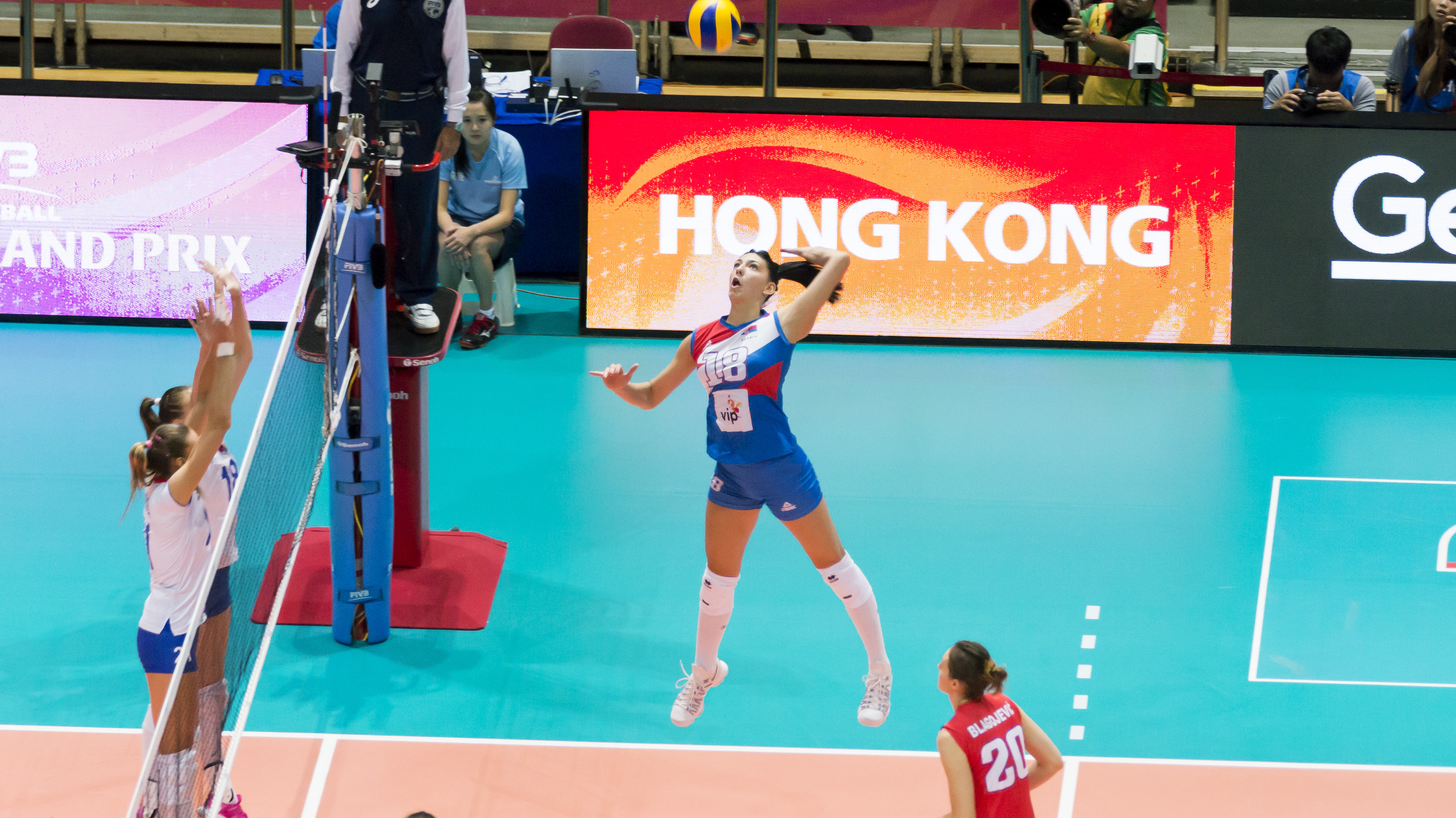
Tijana Bošković, en del av världs- och Europeiska mästerskapen i volleyboll.

Idrott i Serbiska republiken sköts av enhetens ministerium för ungdom, familj och idrott. De mest populära sporterna i företaget inkluderar basket, fotboll och volleyboll. Den mest populära fotbollsklubben och generellt sett den största idrottsorganisationen är FK Borac Banja Luka. FK Borac har, särskilt med avseende på fd Jugoslavien, upplevt betydande framgångar: det vann Premier League i Bosnien och Hercegovina 2011, Bosnien och Hercegovina Cup 2010, Jugoslaviska cupen 1988 och Centraleuropa Cup 1992, dess sista år. Andra populära fotbollsklubbar inkluderar FK Rudar Prijedor, FK Radnik Bijeljina och FK Leotar, även om dessa klubbar möter en betydande förlust av talang för större klubbar i Serbien, Kroatien och huvudstaden i Bosnien och Hercegovina, Sarajevo. Fotboll är den populäraste sporten och entiteten har ett eget fotbollsförbund, kallad Serbiska republikens Fotbollsförbund. För att läsa mer se: Republika Srpskas fotbollslandslag. De bästa lagen från Serbiska republiken deltar i en rikstäckande serie i Bosnien-Hercegovina medan övriga lag kämpar inom olika entitets ligor. Första divisionen inom Serbiska republiken kallas Prva Liga. Andra populära sporter är basketboll och volleyboll.
Den äldsta basketklubben i Bosnien och Hercegovina, KK Borac, grundades i Banja Luka 1947.
De mest framgångsrika idrottsmännen födda på dagens Serbiska republiken territorium är fotbollsspelare Tomislav Knez, Velimir Sombolac (olympiska mästare 1960) och Mehmed Baždarević (bronsmedaljör år 1976); handbollsspelare Đorđe Lavrnić, Milorad Karalić, Nebojša Popović (olympiska mästare 1972) och Zlatan Arnautović (olympiska mästare 1984); basketspelare Ratko Radovanović (olympiska mästaren 1980) och Slađana Golić (olympisk silvermedaljör 1988); boxare Anton Josipović (OS-mästare 1984), Slobodan Kačar (OS-mästare 1980) och Tadija Kačar (OS-silver 1976), bordtennisspelare Jasna Fazlić (OS i bronsmedaljör 1988).
Efter upplösningen av Jugoslavien har en särskilt stor mängd framgångsrika idrottare från Serbiska republiken valt att representera Serbien (eller tidigare Serbien och Montenegro, FR Jugoslavien), såsom basketspelare Vladimir Radmanović (2002 års världsmästare), Saša Čađo (2015 Europamästare och olympisk bronsmedaljist 2016 och Ognjen Kuzmić (NBA-mästare 2015, EuroLeague-mästare 2018 och EuroBasket-silvermedaljör 2017); volleybollspelare Tijana Bošković (världsmästare 2018 och olympisk silvermedaljist 2016) och Saša Starović (europamästare 2011); fotbollsspelare Savo Milošević (toppscorer för EM 2000), Neven Subotić (tvåfaldig Bundesliga-mästare), Mijat Gaćinović, Miladin Stevanović och Srđan Babić (U-20 världsmästare 2015), Ognjen Ožegović (U-19-europamästare 2013) och Luka Jović. Andra kända idrottare är simmaren Velimir Stjepanović (europamästare 2014), taekwondo-utövaren Zoran Prerad (europamästare 1998), judoka Nemanja Majdov (världsmästare 2017) och alpinåkaren Jelena Lolović (Universiademästare 2005).

### Högtider
Enligt lagen om helgdagar i Serbiska republiken är helgdagar uppdelade i tre kategorier: enhetshelgdagar, religiösa helgdagar och helgdagar som är markerade men inte inkluderar ledighet. Enhetens helgdagar inkluderar nyårsdagen (1 januari), delstatens dag/nationaldagen (9 januari), internationella arbetarnas dag (1 maj), seger över fascismens dag 1945 (9 maj) och dagen för det allmänna ramavtalet för fred i Bosnien och Hercegovina (21 november).
Religiösa helgdagar inkluderar jul och påsk enligt både den julianska och den gregorianska kalendern för respektive serbisk-ortodoxa kristna och romerska katoliker, liksom Kurban Bajram och Bajram för muslimer. Helgdagar som är markerade men inte inkluderar ledigt arbete inkluderar skoldag (Sankt Sava, 27 januari), armédagen för Serbiska Republiken (12 maj), inrikesministeriets dag (4 april) och dagen för den första Serbiska upproret (14 februari).
Den viktigaste av enhetens helgdagar är Serbiska Republikens nationaldag, som firar etableringen av Serbiska republiken den 9 januari 1992. Den sammanfaller med Sankt Stefansdagen enligt den julianska kalendern. De ortodoxa serberna hänvisar också till semestern som slavan till Serbiska republiken, beträffande Sankt Stephen som skyddshelgon för enheten. Helgen har därför en religiös dimension som firas med speciella tjänster i serbisk-ortodoxa kyrkor. Serbiska republiken erkänner inte självständighetsdagen för Bosnien och Hercegovina (1 mars).

## Galleri

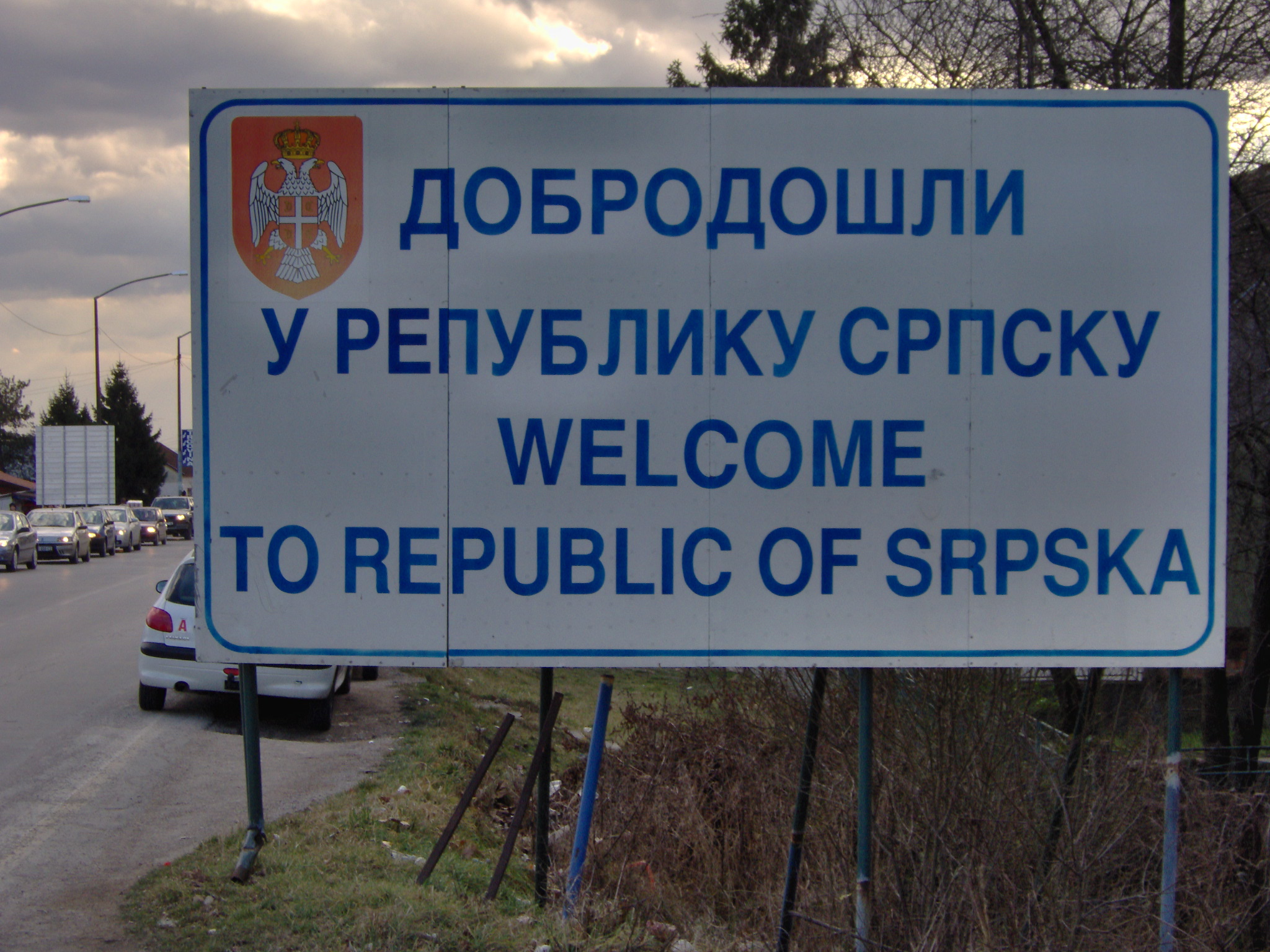
En välkomstskylt till Republika Srpska i Bosanski Brod (2007).
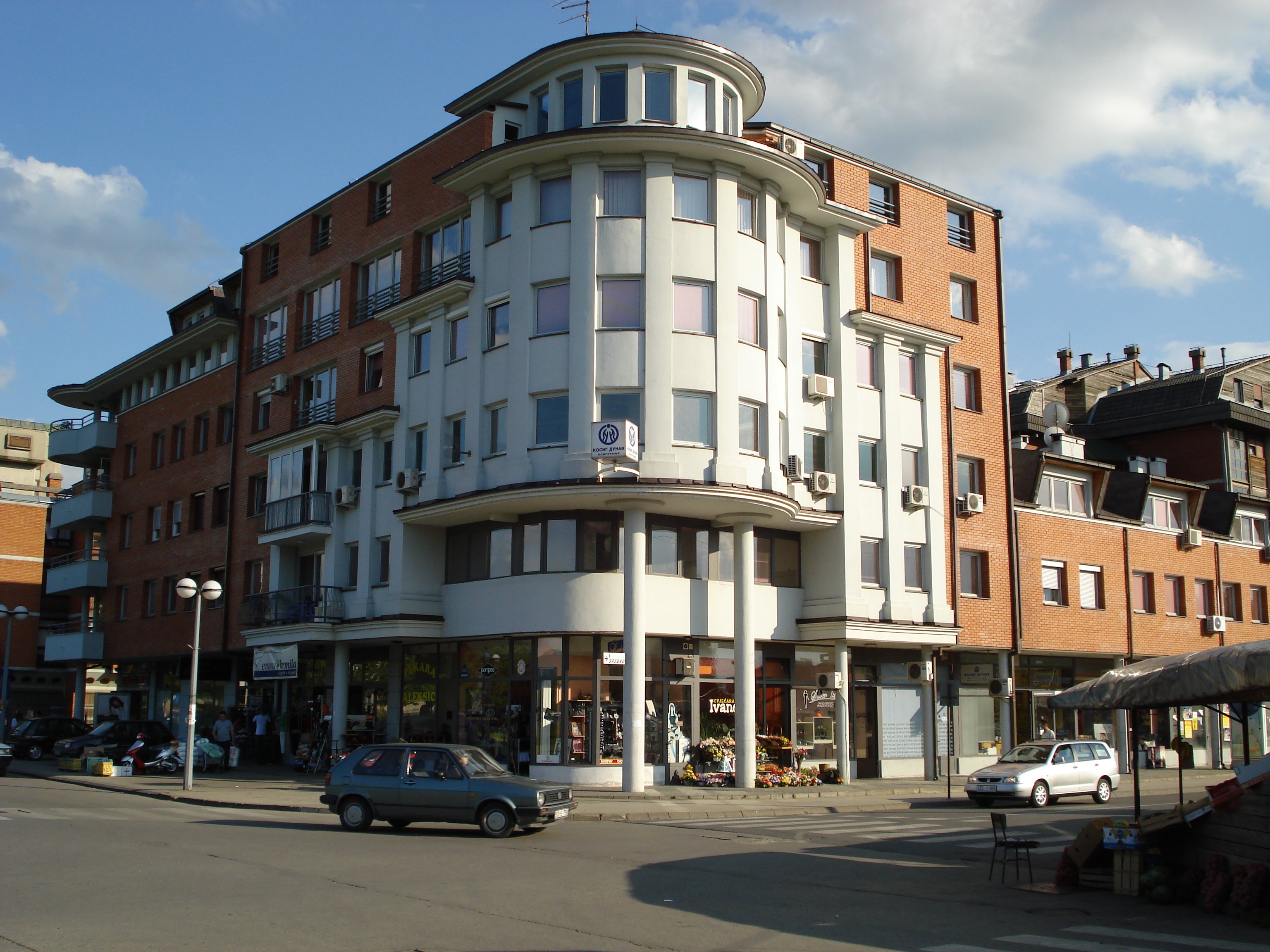
Prijedor.
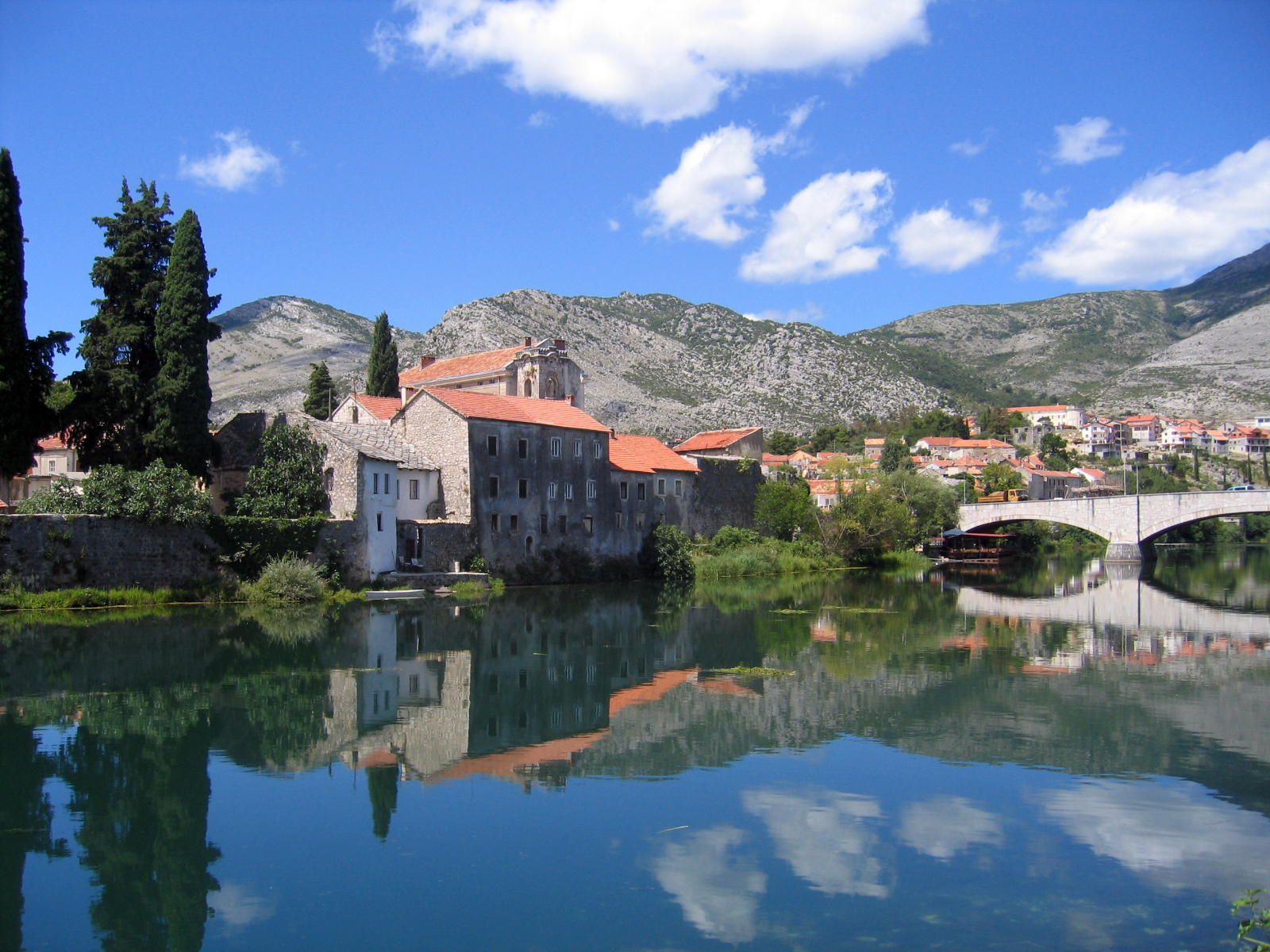
Trebinje.
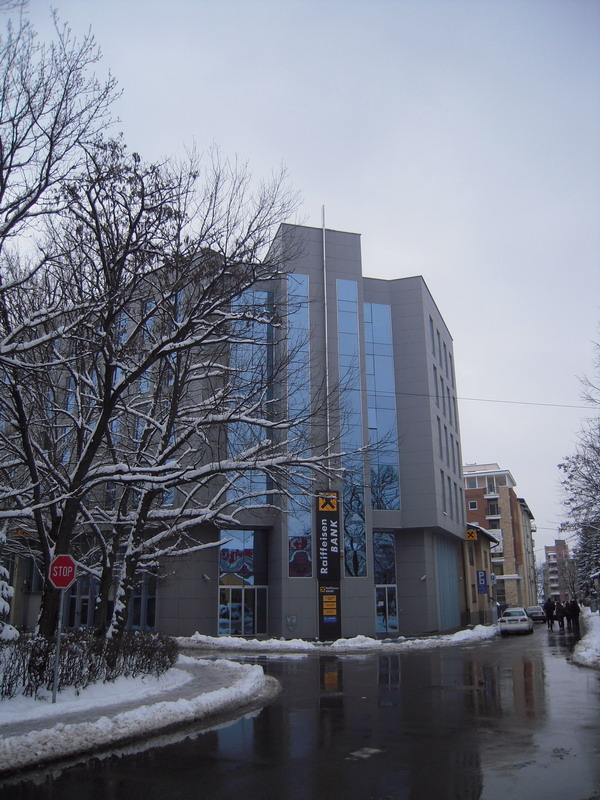
En bank i Banja Luka.
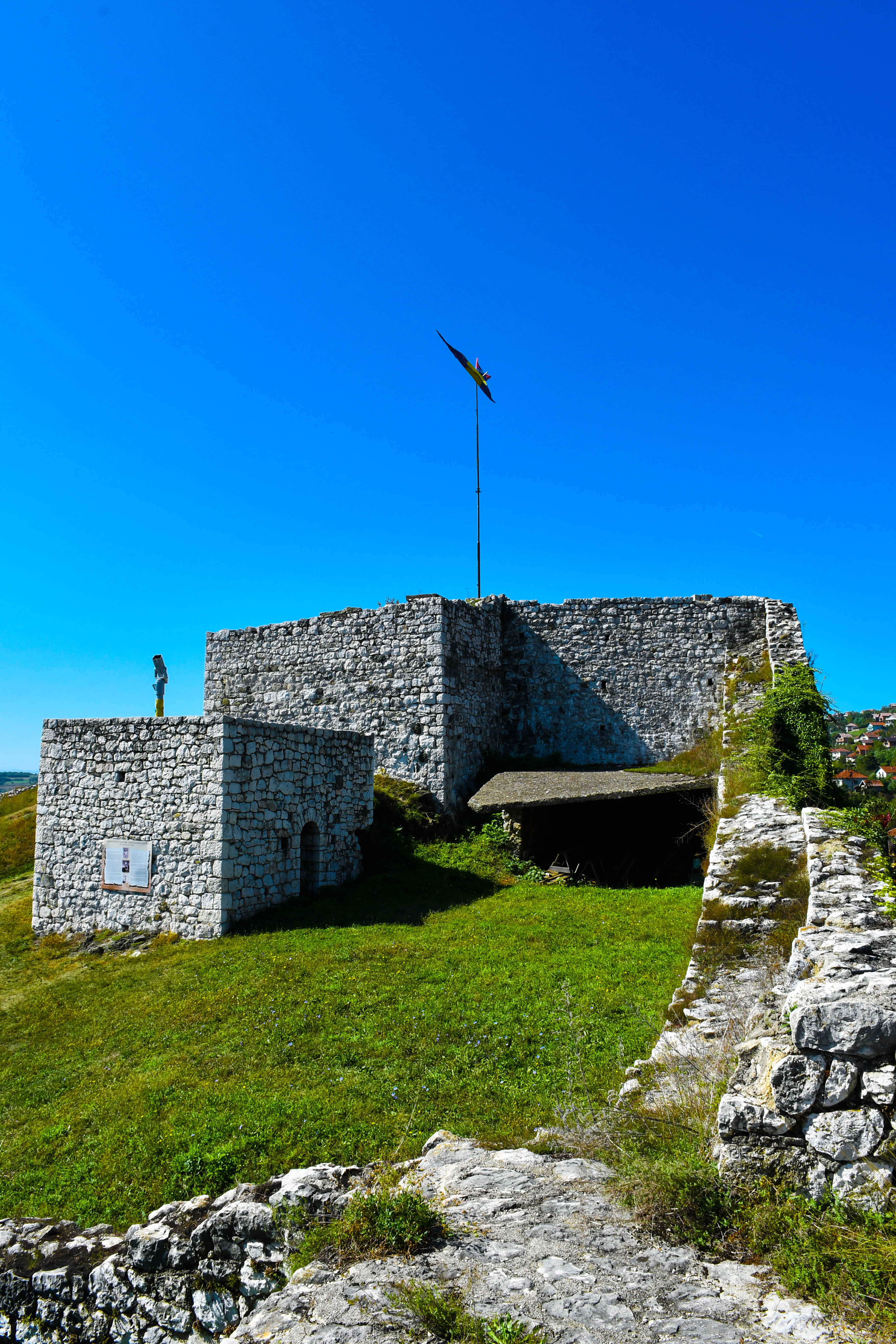
En fästning i Doboj.
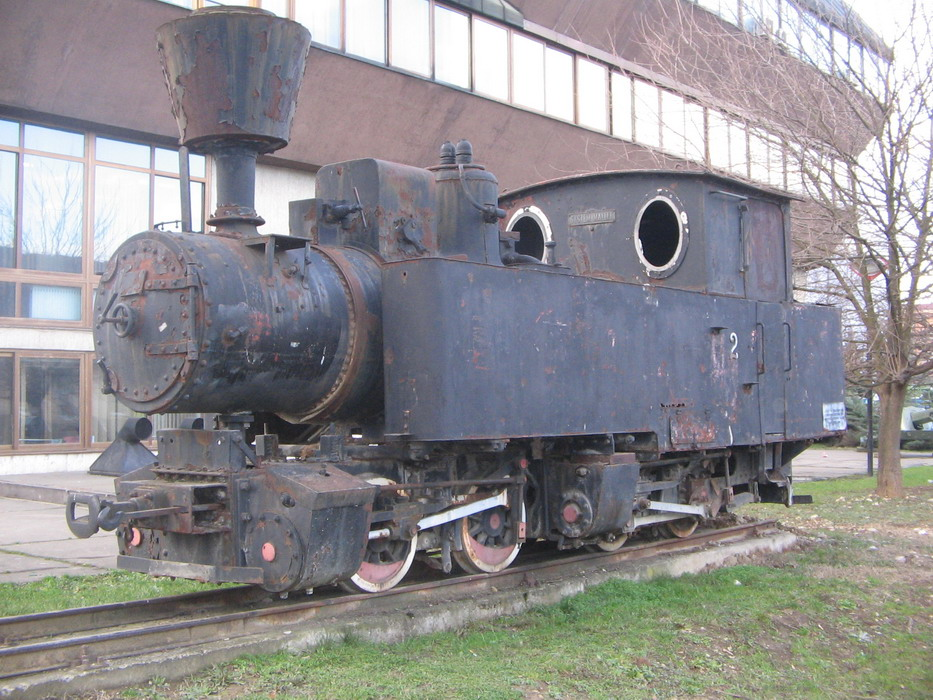
Ett gammalt ånglok utställt på ett museum i Banja Luka.
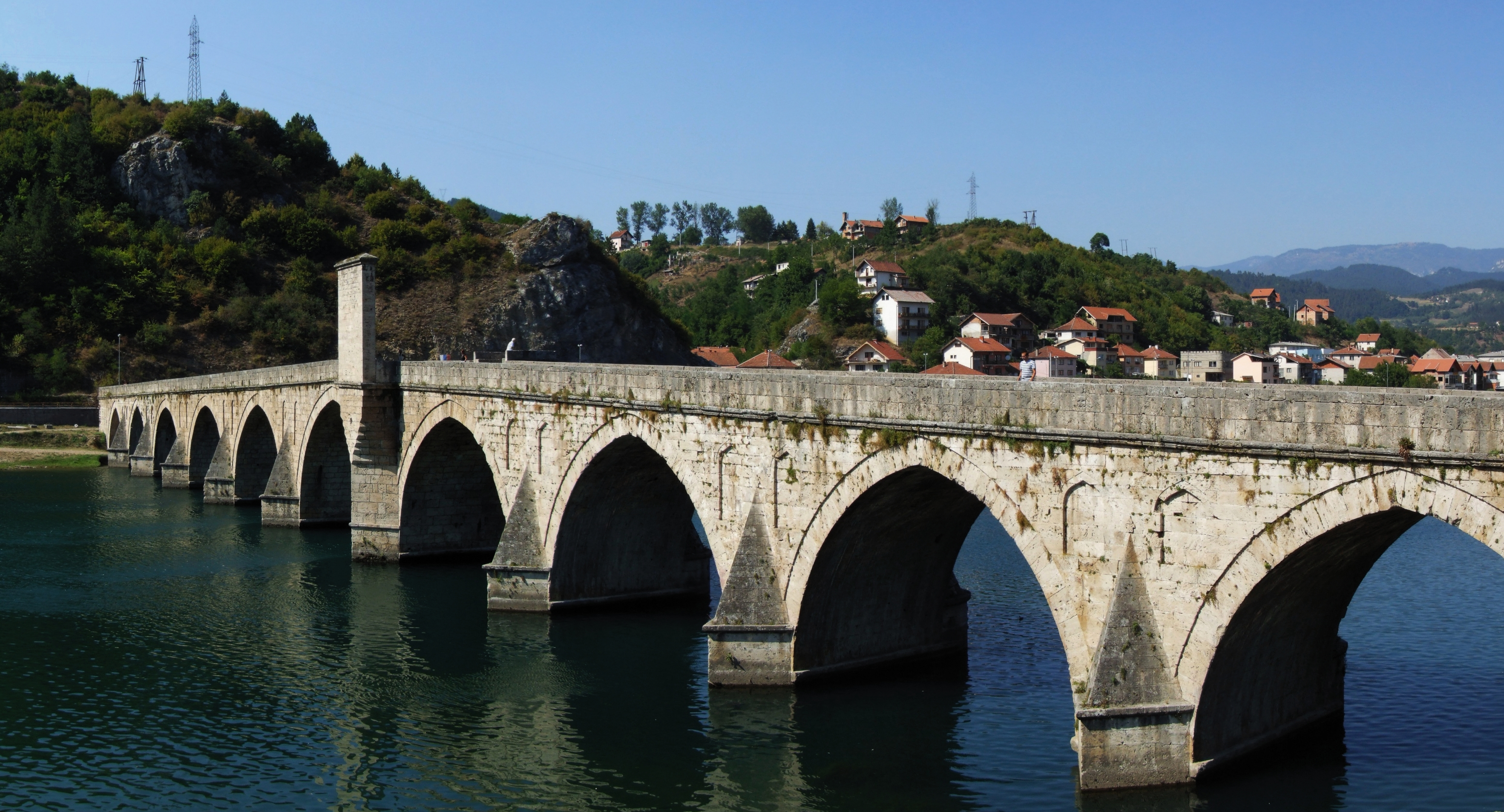
Bron över floden Drina i Višegrad.
Republika Srpskas statsvapen fram till 2007.